# Seznam sérií neporazitelnosti Rogera Federera
Série neporazitelnosti Rogera Federera představují nejdelší úseky utkání, v nichž nebyl švýcarský tenista poražen. Hráč je držitelem rekordní 65zápasové neporazitelnosti na trávě a 56 výher na tvrdém povrchu. Jako jediný muž v otevřené éře dosáhl na sedm sérií, v nichž vyhrál nejméně 20krát za sebou. Získal také 24 singlových titulů bez prohry ve finále, čímž ustavil nový rekordní zápis.

## 2003–2005: Série finálové neporazitelnosti
Federer je držitelem rekordu otevřené éry s 24 vyhranými finále bez přerušení. Neporažen zůstal od vídeňského finále v říjnu 2003 až do bangkockého boje o titul v září 2005. Překonal tak stávající rekord 12 vítězných finále v řadě Johna McEnroea a Björna Borga. Sérii ukončil David Nalbandian ve finále Turnaje mistrů 2005.

### Finále dvouhry: 24 (24–0)
| Legenda                             |
| Grand Slam (5–0)                    |
| Tennis Masters Cup (2–0)            |
| ATP Masters Series (7–0)            |
| ATP International Series Gold (4–0) |
| ATP International Series (6–0)      |

| Finále dle povrchu |
| ------------------ |
| tvrdý (17–0 D)     |
| antuka (3–0 D)     |
| tráva (4–0 D)      |

| Finále dle místa |
| ---------------- |
| venku (20–0 D)   |
| hala (4–0 D)     |

| série | datum              | turnaj                          | povrch    | poražený finalista | výsledek                          |
| ----- | ------------------ | ------------------------------- | --------- | ------------------ | --------------------------------- |
| 1.    | 12. října 2003     | Vídeň, Rakousko (2)             | tvrdý (h) | Carlos Moyà        | 6–3, 6–3, 6–3                     |
| 2.    | 16. listopadu 2003 | Turnaj mistrů, Houston, USA     | tvrdý     | Andre Agassi       | 6–3, 6–0, 6–4                     |
| 3.    | 1. února 2004      | Australian Open, Austrálie      | tvrdý     | Marat Safin        | 7–6(7–3), 6–4, 6–2                |
| 4.    | 7. března 2004     | Dubaj, SAE (2)                  | tvrdý     | Feliciano López    | 4–6, 6–1, 6–2                     |
| 5.    | 21. března 2004    | Indian Wells, USA               | tvrdý     | Tim Henman         | 6–3, 6–3                          |
| 6.    | 16. května 2004    | Hamburk, Německo (2)            | antuka    | Guillermo Coria    | 4–6, 6–4, 6–2, 6–3                |
| 7.    | 13. června 2004    | Halle, Německo (2)              | tráva     | Mardy Fish         | 6–0, 6–3                          |
| 8.    | 4. července 2004   | Wimbledon, Londýn, VB (2)       | tráva     | Andy Roddick       | 4–6, 7–5, 7–6(7–3), 6–4           |
| 9.    | 11. července 2004  | Gstaad, Švýcarsko               | antuka    | Igor Andrejev      | 6–2, 6–3, 5–7, 6–3                |
| 10.   | 1. srpna 2004      | Toronto, Kanada                 | tvrdý     | Andy Roddick       | 7–5, 6–3                          |
| 11.   | 12. září 2004      | US Open, New York, USA          | tvrdý     | Lleyton Hewitt     | 6–0, 7–6(7–3), 6–0                |
| 12.   | 3. října 2004      | Bangkok, Thajsko                | tvrdý (h) | Andy Roddick       | 6–4, 6–0                          |
| 13.   | 21. listopadu 2004 | Turnaj mistrů, Houston, USA (2) | tvrdý     | Lleyton Hewitt     | 6–3, 6–2                          |
| 14.   | 9. ledna 2005      | Dauhá, Katar                    | tvrdý     | Ivan Ljubičić      | 6–3, 6–1                          |
| 15.   | 20. února 2005     | Rotterdam, Nizozemsko           | tvrdý (h) | Ivan Ljubičić      | 5–7, 7–5, 7–6(7–5)                |
| 16.   | 27. února 2005     | Dubaj, SAE (3)                  | tvrdý     | Ivan Ljubičić      | 6–1, 6–7(6–8), 6–3                |
| 17.   | 20. března 2005    | Indian Wells, USA (2)           | tvrdý     | Lleyton Hewitt     | 6–2, 6–4, 6–4                     |
| 18.   | 3. dubna 2005      | Miami, USA                      | tvrdý     | Rafael Nadal       | 2–6, 6–7(4–7), 7–6(7–5), 6–3, 6–1 |
| 19.   | 15. května 2005    | Hamburk, Německo (3)            | antuka    | Richard Gasquet    | 6–3, 7–5, 7–6(7–4)                |
| 20.   | 13. června 2005    | Halle, Německo (3)              | tráva     | Marat Safin        | 6–4, 6–7(6–8), 6–4                |
| 21.   | 3. července 2005   | Wimbledon, Londýn, VB (3)       | tráva     | Andy Roddick       | 6–2, 7–6(7–2), 6–4                |
| 22.   | 21. srpna 2005     | Cincinnati, USA                 | tvrdý     | Andy Roddick       | 6–3, 7–5                          |
| 23.   | 11. září 2005      | US Open, New York, USA (2)      | tvrdý     | Andre Agassi       | 6–3, 2–6, 7–6(7–1), 6–1           |
| 24.   | 2. října 2005      | Bangkok, Thajsko (2)            | tvrdý (h) | Andy Murray        | 6–3, 7–5                          |

## 2003–2005: Série 24 výher proti hráčům Top 10
Federer je držitel rekordních 24 vítězných utkání bez přerušení nad hráči první světové desítky žebříčku ATP. Neporazitelnost trvala 16 měsíců mezi říjnem 2003 a lednem 2005. Ukončila ji porážka od Marata Safina ve finále Australian Open.
| 24zápasová neporazitelnost proti hráčům Top 10 | 24zápasová neporazitelnost proti hráčům Top 10 | 24zápasová neporazitelnost proti hráčům Top 10 | 24zápasová neporazitelnost proti hráčům Top 10 | 24zápasová neporazitelnost proti hráčům Top 10 |
| série                                          | soupeř                                         | ATP                                            | turnaj                                         | rok                                            |
| ---------------------------------------------- | ---------------------------------------------- | ---------------------------------------------- | ---------------------------------------------- | ---------------------------------------------- |
| prohra                                         | Juan Carlos Ferrero                            | 1.                                             | Madrid Masters                                 | 2003                                           |
| 1.                                             | Andre Agassi                                   | 5.                                             | Turnaj mistrů                                  | 2003                                           |
| 2.                                             | David Nalbandian                               | 8.                                             | Turnaj mistrů                                  | 2003                                           |
| 3.                                             | Juan Carlos Ferrero                            | 2.                                             | Turnaj mistrů                                  | 2003                                           |
| 4.                                             | Andy Roddick                                   | 1.                                             | Turnaj mistrů                                  | 2003                                           |
| 5.                                             | Andre Agassi                                   | 5.                                             | Turnaj mistrů                                  | 2003                                           |
| 6.                                             | David Nalbandian                               | 8.                                             | Australian Open                                | 2004                                           |
| 7.                                             | Juan Carlos Ferrero                            | 3.                                             | Australian Open                                | 2004                                           |
| 8.                                             | Andre Agassi                                   | 5.                                             | Indian Wells Masters                           | 2004                                           |
| 9.                                             | Tim Henman                                     | 10                                             | Indian Wells Masters                           | 2004                                           |
| 10.                                            | Carlos Moyà                                    | 8.                                             | Hamburg Masters                                | 2004                                           |
| 11.                                            | Guillermo Coria                                | 3.                                             | Hamburg Masters                                | 2004                                           |
| 12.                                            | Lleyton Hewitt                                 | 10.                                            | Wimbledon                                      | 2004                                           |
| 13.                                            | Andy Roddick                                   | 2.                                             | Wimbledon                                      | 2004                                           |
| 14.                                            | Andy Roddick                                   | 2.                                             | Canada Masters                                 | 2004                                           |
| 15.                                            | Andre Agassi                                   | 7.                                             | US Open                                        | 2004                                           |
| 16.                                            | Tim Henman                                     | 6.                                             | US Open                                        | 2004                                           |
| 17.                                            | Lleyton Hewitt                                 | 5.                                             | US Open                                        | 2004                                           |
| 18.                                            | Andy Roddick                                   | 2.                                             | Thailand Open                                  | 2004                                           |
| 19.                                            | Gastón Gaudio                                  | 10.                                            | Turnaj mistrů                                  | 2004                                           |
| 20.                                            | Lleyton Hewitt                                 | 3.                                             | Turnaj mistrů                                  | 2004                                           |
| 21.                                            | Carlos Moyà                                    | 5.                                             | Turnaj mistrů                                  | 2004                                           |
| 22.                                            | Marat Safin                                    | 4.                                             | Turnaj mistrů                                  | 2004                                           |
| 23.                                            | Lleyton Hewitt                                 | 3.                                             | Turnaj mistrů                                  | 2004                                           |
| 24.                                            | Andre Agassi                                   | 8.                                             | Australian Open                                | 2005                                           |
| prohra                                         | Marat Safin                                    | 4.                                             | Australian Open                                | 2005                                           |

## 2003–2008: Série 41 výher proti hráčům Spojených států
Federer je držitel rekordu 41zápasové neporazitelnosti proti tenistům Spojených států. Šňůra začala výhrou nad Jamesem Blakem na US Open 2003, trvala 55 měsíců, a skončila v semifinále Indian Wells Masters 2008 prohrou s Mardym Fishem.
| Série 41 výher proti hráčům Spojených států v sezónách 2003 až 2008 | Série 41 výher proti hráčům Spojených států v sezónách 2003 až 2008 | Série 41 výher proti hráčům Spojených států v sezónách 2003 až 2008 | Série 41 výher proti hráčům Spojených států v sezónách 2003 až 2008 | Série 41 výher proti hráčům Spojených států v sezónách 2003 až 2008 | Série 41 výher proti hráčům Spojených států v sezónách 2003 až 2008 | Série 41 výher proti hráčům Spojených států v sezónách 2003 až 2008 | Série 41 výher proti hráčům Spojených států v sezónách 2003 až 2008 | Série 41 výher proti hráčům Spojených států v sezónách 2003 až 2008 | Série 41 výher proti hráčům Spojených států v sezónách 2003 až 2008 |
| utkání                                                              | série                                                               | turnaj                                                              | datum                                                               | kat                                                                 | místo                                                               | povrch                                                              | fáze                                                                | soupeř                                                              | výsledek                                                            |
| ------------------------------------------------------------------- | ------------------------------------------------------------------- | ------------------------------------------------------------------- | ------------------------------------------------------------------- | ------------------------------------------------------------------- | ------------------------------------------------------------------- | ------------------------------------------------------------------- | ------------------------------------------------------------------- | ------------------------------------------------------------------- | ------------------------------------------------------------------- |
| 319.                                                                | prohra                                                              | ATP Masters Canada                                                  | 8/4/2003                                                            | 1000                                                                | venku                                                               | tvrdý                                                               | SF                                                                  | Andy Roddick                                                        | 4–6, 6–3, 6–7(3–7)                                                  |
| 324.                                                                | 1.                                                                  | US Open                                                             | 8/25/2003                                                           | GS                                                                  | venku                                                               | tvrdý                                                               | 32 v kole                                                           | James Blake                                                         | 6–3, 7–6(7–4), 6–3                                                  |
| 334.                                                                | 2.                                                                  | ATP Masters Madrid                                                  | 10/13/2003                                                          | 1000                                                                | hala                                                                | tvrdý                                                               | 16 v kole                                                           | Mardy Fish                                                          | 6–3, 7–6(7–4)                                                       |
| 342.                                                                | 3.                                                                  | Tennis Masters Cup                                                  | 11/10/200                                                           | WC                                                                  | venku                                                               | tvrdý                                                               | zs                                                                  | Andre Agassi                                                        | 6–7(3–7), 6–3, 7–6(9–7)                                             |
| 345.                                                                | 4.                                                                  | Tennis Masters Cup                                                  | 11/10/2003                                                          | WC                                                                  | venku                                                               | tvrdý                                                               | SF                                                                  | Andy Roddick                                                        | 7–6(7–2), 6–2                                                       |
| 346.                                                                | 5.                                                                  | Tennis Masters Cup                                                  | 11/10/2003                                                          | WC                                                                  | venku                                                               | tvrdý                                                               | finále                                                              | Andre Agassi                                                        | 6–3, 6–0, 6–4                                                       |
| 347.                                                                | 6.                                                                  | Australian Open                                                     | 1/19/2004                                                           | GS                                                                  | venku                                                               | tvrdý                                                               | 128 v kole                                                          | Alex Bogomolov                                                      | 6–3, 6–4, 6–0                                                       |
| 348.                                                                | 7.                                                                  | Australian Open                                                     | 1/19/2004                                                           | GS                                                                  | venku                                                               | tvrdý                                                               | 64 v kole                                                           | Jeff Morrison                                                       | 6–2, 6–3, 6–4                                                       |
| 366.                                                                | 8.                                                                  | Indian Wells Masters                                                | 3/8/2004                                                            | 1000                                                                | venku                                                               | tvrdý                                                               | 16 v kole                                                           | Mardy Fish                                                          | 6–4, 6–1                                                            |
| 368.                                                                | 9.                                                                  | Indian Wells Masters                                                | 3/8/2004                                                            | 1000                                                                | venku                                                               | tvrdý                                                               | SF                                                                  | Andre Agassi                                                        | 4–6, 6–3, 6–4                                                       |
| 389.                                                                | 10.                                                                 | Halle                                                               | 6/7/2004                                                            | 250                                                                 | venku                                                               | tráva                                                               | finále                                                              | Mardy Fish                                                          | 6–0, 6–3                                                            |
| 396.                                                                | 11.                                                                 | Wimbledon                                                           | 6/21/2004                                                           | GS                                                                  | venku                                                               | tráva                                                               | finále                                                              | Andy Roddick                                                        | 4–6, 7–5, 7–6(3), 6–4                                               |
| 407.                                                                | 12.                                                                 | Canada Masters                                                      | 7/26/2004                                                           | 1000                                                                | venku                                                               | tvrdý                                                               | finále                                                              | Andy Roddick                                                        | 7–5, 6–3                                                            |
| 414.                                                                | 13.                                                                 | US Open                                                             | 8/30/2004                                                           | GS                                                                  | venku                                                               | tvrdý                                                               | QF                                                                  | Andre Agassi                                                        | 6–3, 2–6, 7–5, 3–6, 6–3                                             |
| 421.                                                                | 14.                                                                 | Thailand Open                                                       | 9/27/2004                                                           | 250                                                                 | hala                                                                | tvrdý                                                               | finále                                                              | Andy Roddick                                                        | 6–4, 6–0                                                            |
| 436.                                                                | 15.                                                                 | Australian Open                                                     | 1/17/2005                                                           | GS                                                                  | venku                                                               | tvrdý                                                               | QF                                                                  | Andre Agassi                                                        | 6-3, 6-4, 6-4                                                       |
| 446.                                                                | 16.                                                                 | Dubaj                                                               | 2/21/2005                                                           | 500                                                                 | venku                                                               | tvrdý                                                               | SF                                                                  | Andre Agassi                                                        | 6-3, 6-1                                                            |
| 448.                                                                | 17.                                                                 | Indian Wells Masters                                                | 3/7/2005                                                            | 1000                                                                | venku                                                               | tvrdý                                                               | 64 v kole                                                           | Mardy Fish                                                          | 6-3, 6-3                                                            |
| 458.                                                                | 18.                                                                 | Miami Masters                                                       | 3/21/2005                                                           | 1000                                                                | venku                                                               | tvrdý                                                               | SF                                                                  | Andre Agassi                                                        | 6-4, 6-3                                                            |
| 487.                                                                | 19.                                                                 | Wimbledon                                                           | 6/20/2005                                                           | GS                                                                  | venku                                                               | tráva                                                               | finále                                                              | Andy Roddick                                                        | 6-2, 7-6(2), 6-4                                                    |
| 488.                                                                | 20.                                                                 | Cincinnati Masters                                                  | 8/15/2005                                                           | 1000                                                                | venku                                                               | tvrdý                                                               | 64 v kole                                                           | James Blake                                                         | 7-6(3), 7-5                                                         |
| 492.                                                                | 21.                                                                 | Cincinnati Masters                                                  | 8/15/2005                                                           | 1000                                                                | venku                                                               | tvrdý                                                               | SF                                                                  | Robby Ginepri                                                       | 4-6, 7-5, 6-4                                                       |
| 493.                                                                | 22.                                                                 | Cincinnati Masters                                                  | 8/15/2005                                                           | 1000                                                                | venku                                                               | tvrdý                                                               | finále                                                              | Andy Roddick                                                        | 6-3, 7-5                                                            |
| 500.                                                                | 23.                                                                 | US Open                                                             | 8/29/2005                                                           | GS                                                                  | venku                                                               | tvrdý                                                               | finále                                                              | Andre Agassi                                                        | 6-3, 2-6, 7-6(1), 6-1                                               |
| 534.                                                                | 24.                                                                 | Indian Wells Masters                                                | 3/6/2006                                                            | 1000                                                                | venku                                                               | tvrdý                                                               | finále                                                              | James Blake                                                         | 7-5, 6-3, 6-0                                                       |
| 538.                                                                | 25.                                                                 | Miami Masters                                                       | 3/20/2006                                                           | 1000                                                                | venku                                                               | tvrdý                                                               | QF                                                                  | James Blake                                                         | 7-6(2), 6-4                                                         |
| 582.                                                                | 26.                                                                 | US Open                                                             | 8/28/2006                                                           | GS                                                                  | venku                                                               | tvrdý                                                               | 32 v kole                                                           | Vincent Spadea                                                      | 6-3, 6-3, 6-0                                                       |
| 584.                                                                | 27.                                                                 | US Open                                                             | 8/28/2006                                                           | GS                                                                  | venku                                                               | tvrdý                                                               | QF                                                                  | James Blake                                                         | 7-6(7), 6-0, 6-7(9), 6-4                                            |
| 586.                                                                | 28.                                                                 | US Open                                                             | 8/28/2006                                                           | GS                                                                  | venku                                                               | tvrdý                                                               | finále                                                              | Andy Roddick                                                        | 6-2, 4-6, 7-5, 6-1                                                  |
| 596.                                                                | 29.                                                                 | Madrid Masters                                                      | 10/16/2006                                                          | 1000                                                                | hala                                                                | tvrdý                                                               | QF                                                                  | Robby Ginepri                                                       | 6-3, 7-6(4)                                                         |
| 605.                                                                | 30.                                                                 | Tennis Masters Cup                                                  | 11/13/2006                                                          | WC                                                                  | hala                                                                | tvrdý                                                               | zs                                                                  | Andy Roddick                                                        | 4-6, 7-6(8), 6-4                                                    |
| 608.                                                                | 31.                                                                 | Tennis Masters Cup                                                  | 11/13/2006                                                          | WC                                                                  | hala                                                                | tvrdý                                                               | finále                                                              | James Blake                                                         | 6-0,6-3, 6-4                                                        |
| 614.                                                                | 32.                                                                 | Australian Open                                                     | 1/15/2007                                                           | GS                                                                  | venku                                                               | tvrdý                                                               | SF                                                                  | Andy Roddick                                                        | 6-4, 6-0, 6-2                                                       |
| 622.                                                                | 33.                                                                 | Miami Masters                                                       | 3/19/2007                                                           | 1000                                                                | venku                                                               | tvrdý                                                               | 64 v kole                                                           | Sam Querrey                                                         | 6-4, 6-3                                                            |
| 637.                                                                | 34.                                                                 | Roland Garros                                                       | 5/28/2007                                                           | GS                                                                  | venku                                                               | antuka                                                              | 128 v kole                                                          | Michael Russell                                                     | 6-4, 6-2, 6-4                                                       |
| 659.                                                                | 35.                                                                 | Cincinnati Masters                                                  | 8/13/2007                                                           | 1000                                                                | venku                                                               | tvrdý                                                               | finále                                                              | James Blake                                                         | 6-1, 6-4                                                            |
| 660.                                                                | 36.                                                                 | US Open                                                             | 8/27/2007                                                           | GS                                                                  | venku                                                               | tvrdý                                                               | 128 v kole                                                          | Scoville Jenkins                                                    | 6-3, 6-2, 6-4                                                       |
| 662.                                                                | 37.                                                                 | US Open                                                             | 8/27/2007                                                           | GS                                                                  | venku                                                               | tvrdý                                                               | 32 v kole                                                           | John Isner                                                          | 6-7(4), 6-2, 6-4, 6-2                                               |
| 664.                                                                | 38.                                                                 | US Open                                                             | 8/27/2007                                                           | GS                                                                  | venku                                                               | tvrdý                                                               | QF                                                                  | Andy Roddick                                                        | 7-6(5), 7-6(4), 6-2                                                 |
| 669.                                                                | 39.                                                                 | Madrid Masters                                                      | 10/15/2007                                                          | 1000                                                                | venku                                                               | tvrdý                                                               | 32 v kole                                                           | Robby Ginepri                                                       | 7-6(2), 6-4                                                         |
| 683.                                                                | 40.                                                                 | Tennis Masters Cup                                                  | 11/12/2007                                                          | WC                                                                  | hala                                                                | tvrdý                                                               | zs                                                                  | Andy Roddick                                                        | 6-4, 6-2                                                            |
| 690.                                                                | 41.                                                                 | Australian Open                                                     | 1/14/2008                                                           | GS                                                                  | venku                                                               | tvrdý                                                               | QF                                                                  | James Blake                                                         | 7–5, 7–6(5), 6–4                                                    |
| 696.                                                                | prohra                                                              | Indian Wells Masters                                                | 3/13/2008                                                           | 1000                                                                | venku                                                               | tvrdý                                                               | SF                                                                  | Mardy Fish                                                          | 3–6, 2–6                                                            |

## 2003–2008: Série 65 výher na trávě
Federerova série 65 výher na trávě, které dosáhl na turnajích v sezónách 2003–2008, představuje rekordní šňůru neporazitelnosti na tomto povrchu v historii tenisu. Šňůru ukončil až Rafael Nadal v jednom z nejlepších tenisových utkání – finále Wimbledonu 2008. Během této šňůry odehrál jen dva pětisetové zápasy a z celkových 186 sad prohrál 16 (170–16).
| Série 65 výher na trávě v sezónách 2003 až 2008 | Série 65 výher na trávě v sezónách 2003 až 2008 | Série 65 výher na trávě v sezónách 2003 až 2008 | Série 65 výher na trávě v sezónách 2003 až 2008 | Série 65 výher na trávě v sezónách 2003 až 2008 | Série 65 výher na trávě v sezónách 2003 až 2008 | Série 65 výher na trávě v sezónách 2003 až 2008 | Série 65 výher na trávě v sezónách 2003 až 2008 | Série 65 výher na trávě v sezónách 2003 až 2008 |
| série                                           | utkání                                          | turnaj                                          | datum                                           | kat                                             | povrch                                          | fáze                                            | soupeř                                          | výsledek                                        |
| ----------------------------------------------- | ----------------------------------------------- | ----------------------------------------------- | ----------------------------------------------- | ----------------------------------------------- | ----------------------------------------------- | ----------------------------------------------- | ----------------------------------------------- | ----------------------------------------------- |
| prohra                                          | 421                                             | Wimbledon 2002                                  | 6/24/2002                                       | GS                                              | venku                                           | 128 v kole                                      | Mario Ančić                                     | 3–6, 6–7(2–7), 3–6                              |
| 1                                               | 299.                                            | Gerry Weber Open 2003                           | 6/09/2003                                       | 250                                             | venku                                           | 32 v kole                                       | Sargis Sargsjan                                 | 7–5, 6–1                                        |
| 2                                               | 300.                                            | Gerry Weber Open                                | 6/09/2003                                       | 250                                             | venku                                           | 16 v kole                                       | Fernando Vicente                                | 4–6, 6–2, 6–1                                   |
| 3                                               | 301.                                            | Gerry Weber Open                                | 6/09/2003                                       | 250                                             | venku                                           | QF                                              | Júnis al-Ajnáví                                 | 7–5, 7–6(7–3)                                   |
| 4                                               | 302.                                            | Gerry Weber Open                                | 6/09/2003                                       | 250                                             | venku                                           | SF                                              | Michail Južnyj                                  | 4–6, 7–6(7–4), 6–2                              |
| 5                                               | 303.                                            | Gerry Weber Open                                | 6/09/2003                                       | 250                                             | venku                                           | finále                                          | Nicolas Kiefer                                  | 6–1, 6–3                                        |
| 6                                               | 304.                                            | Wimbledon 2003                                  | 6/23/2003                                       | GS                                              | venku                                           | 128 v kole                                      | Hyung–Taik Lee                                  | 6–3, 6–3, 7–6(7–2)                              |
| 7                                               | 305.                                            | Wimbledon                                       | 6/23/2003                                       | GS                                              | venku                                           | 64 v kole                                       | Stefan Koubek                                   | 7–5, 6–1, 6–1                                   |
| 8                                               | 306.                                            | Wimbledon                                       | 6/23/2003                                       | GS                                              | venku                                           | 32 v kole                                       | Mardy Fish                                      | 6–3, 6–1, 4–6, 6–1                              |
| 9                                               | 307.                                            | Wimbledon                                       | 6/23/2003                                       | GS                                              | venku                                           | 16 v kole                                       | Feliciano López                                 | 7–6(7–5), 6–4, 6–4                              |
| 10                                              | 308.                                            | Wimbledon                                       | 6/23/2003                                       | GS                                              | venku                                           | QF                                              | Sjeng Schalken                                  | 6–3, 6–4, 6–4                                   |
| 11                                              | 309.                                            | Wimbledon                                       | 6/23/2003                                       | GS                                              | venku                                           | SF                                              | Andy Roddick                                    | 7–6(8–6), 6–3, 6–3                              |
| 12                                              | 310.                                            | Wimbledon                                       | 6/23/2003                                       | GS                                              | venku                                           | finále                                          | Mark Philippoussis                              | 7–6(7–5), 6–2, 7–6(7–3)                         |
| 13                                              | 385.                                            | Gerry Weber Open 2004                           | 6/07/2004                                       | 250                                             | venku                                           | 32 v kole                                       | Thomas Johansson                                | 6–3, 6–2                                        |
| 14                                              | 386.                                            | Gerry Weber Open                                | 6/07/2004                                       | 250                                             | venku                                           | 16 v kole                                       | Michail Južnyj (2)                              | 6–2, 6–1                                        |
| 15                                              | 387.                                            | Gerry Weber Open                                | 6/07/2004                                       | 250                                             | venku                                           | QF                                              | Arnaud Clément                                  | 6–3, 7–5                                        |
| 16                                              | 388.                                            | Gerry Weber Open                                | 6/07/2004                                       | 250                                             | venku                                           | SF                                              | Jiří Novák                                      | 6–3, 6–4                                        |
| 17                                              | 389.                                            | Gerry Weber Open                                | 6/07/2004                                       | 250                                             | venku                                           | finále                                          | Mardy Fish (2)                                  | 6–0, 6–3                                        |
| 18                                              | 390.                                            | Wimbledon 2004                                  | 6/21/2004                                       | GS                                              | venku                                           | 128 v kole                                      | Alex Bogdanovic                                 | 6–3, 6–3, 6–0                                   |
| 19                                              | 391.                                            | Wimbledon                                       | 6/21/2004                                       | GS                                              | venku                                           | 64 v kole                                       | Alejandro Falla                                 | 6–1, 6–2, 6–0                                   |
| 20                                              | 392.                                            | Wimbledon                                       | 6/21/2004                                       | GS                                              | venku                                           | 32 v kole                                       | Thomas Johansson (2)                            | 6–3, 6–4, 6–3                                   |
| 21                                              | 393.                                            | Wimbledon                                       | 6/21/2004                                       | GS                                              | venku                                           | 16 v kole                                       | Ivo Karlović                                    | 6–3, 7–6(7–3), 7–6(7–5)                         |
| 22                                              | 394.                                            | Wimbledon                                       | 6/21/2004                                       | GS                                              | venku                                           | QF                                              | Lleyton Hewitt                                  | 6–1, 6–7(1–7), 6–0, 6–4                         |
| 23                                              | 395.                                            | Wimbledon                                       | 6/21/2004                                       | GS                                              | venku                                           | SF                                              | Sébastien Grosjean                              | 6–2, 6–3, 7–6(8–6)                              |
| 24                                              | 396.                                            | Wimbledon                                       | 6/21/2004                                       | GS                                              | venku                                           | finále                                          | Andy Roddick (2)                                | 4–6, 7–5, 7–6(7–3), 6–4                         |
| 25                                              | 476.                                            | Gerry Weber Open 2005                           | 6/6/2005                                        | 250                                             | venku                                           | 32 v kole                                       | Robin Söderling                                 | 6–7(5–7), 7–6(8–6), 6–4                         |
| 26                                              | 477.                                            | Gerry Weber Open                                | 6/6/2005                                        | 250                                             | venku                                           | 16 v kole                                       | Florian Mayer                                   | 6–2, 6–4                                        |
| 27                                              | 478.                                            | Gerry Weber Open                                | 6/6/2005                                        | 250                                             | venku                                           | QF                                              | Philipp Kohlschreiber                           | 6–3, 6–4                                        |
| 28                                              | 479.                                            | Gerry Weber Open                                | 6/6/2005                                        | 250                                             | venku                                           | SF                                              | Tommy Haas                                      | 6–4, 7–6(11–9)                                  |
| 29                                              | 480.                                            | Gerry Weber Open                                | 6/6/2005                                        | 250                                             | venku                                           | finále                                          | Marat Safin                                     | 6–4, 6–7(6–8), 6–4                              |
| 30                                              | 481.                                            | Wimbledon 2005                                  | 6/20/2005                                       | 250                                             | venku                                           | 128 v kole                                      | Paul-Henri Mathieu                              | 6–4, 6–2, 6–4                                   |
| 31                                              | 482.                                            | Wimbledon                                       | 6/20/2005                                       | 250                                             | venku                                           | 64 v kole                                       | Ivo Minář                                       | 6–4, 6–4, 6–1                                   |
| 32                                              | 483.                                            | Wimbledon                                       | 6/20/2005                                       | 250                                             | venku                                           | 32 v kole                                       | Nicolas Kiefer (2)                              | 6–2, 6–7(5–7), 6–1, 7–5                         |
| 33                                              | 484.                                            | Wimbledon                                       | 6/20/2005                                       | 250                                             | venku                                           | 16 v kole                                       | Juan Carlos Ferrero                             | 6–3, 6–4, 7–6(8–6)                              |
| 34                                              | 485.                                            | Wimbledon                                       | 6/20/2005                                       | 250                                             | venku                                           | QF                                              | Fernando González                               | 7–5, 6–2, 7–6(7–2)                              |
| 35                                              | 486.                                            | Wimbledon                                       | 6/20/2005                                       | 250                                             | venku                                           | SF                                              | Lleyton Hewitt (2)                              | 6–3, 6–4, 7–6(7–4)                              |
| 36                                              | 487.                                            | Wimbledon                                       | 6/20/2005                                       | 250                                             | venku                                           | finále                                          | Andy Roddick (3)                                | 6–2, 7–6(7–2), 6–4                              |
| 37                                              | 560.                                            | Gerry Weber Open 2006                           | 6/12/2006                                       | 250                                             | venku                                           | 32 v kole                                       | Rohan Bopanna                                   | 7–6(7–4), 6–2                                   |
| 38                                              | 561.                                            | Gerry Weber Open                                | 6/12/2006                                       | 250                                             | venku                                           | 16 v kole                                       | Richard Gasquet                                 | 7–6(9–7), 6–7(7–9), 6–4                         |
| 39                                              | 562.                                            | Gerry Weber Open                                | 6/12/2006                                       | 250                                             | venku                                           | QF                                              | Olivier Rochus                                  | 6–7(2–7), 7–6(11–9), 7–6(7–5)                   |
| 40                                              | 563.                                            | Gerry Weber Open                                | 6/12/2006                                       | 250                                             | venku                                           | SF                                              | Tommy Haas (2)                                  | 6–4, 6–7(4–7), 6–3                              |
| 41                                              | 564.                                            | Gerry Weber Open                                | 6/12/2006                                       | 250                                             | venku                                           | finále                                          | Tomáš Berdych                                   | 6–0, 6–7(4–7), 6–2                              |
| 42                                              | 565.                                            | Wimbledon 2006                                  | 6/26/2006                                       | GS                                              | venku                                           | 128 v kole                                      | Richard Gasquet (2)                             | 6–3, 6–2, 6–2                                   |
| 43                                              | 566.                                            | Wimbledon                                       | 6/26/2006                                       | GS                                              | venku                                           | 64 v kole                                       | Tim Henman                                      | 6–4, 6–0, 6–2                                   |
| 44                                              | 567.                                            | Wimbledon                                       | 6/26/2006                                       | GS                                              | venku                                           | 32 v kole                                       | Nicolas Mahut                                   | 6–3, 7–6(7–2), 6–4                              |
| 45                                              | 568.                                            | Wimbledon                                       | 6/26/2006                                       | GS                                              | venku                                           | 16 v kole                                       | Tomáš Berdych (2)                               | 6–3, 6–3, 6–4                                   |
| 46                                              | 569.                                            | Wimbledon                                       | 6/26/2006                                       | GS                                              | venku                                           | QF                                              | Mario Ančić                                     | 6–4, 6–4, 6–4                                   |
| 47                                              | 570.                                            | Wimbledon                                       | 6/26/2006                                       | GS                                              | venku                                           | SF                                              | Jonas Björkman                                  | 6–2, 6–0, 6–2                                   |
| 48                                              | 571.                                            | Wimbledon                                       | 6/26/2006                                       | GS                                              | venku                                           | finále                                          | Rafael Nadal                                    | 6–0, 7–6(7–5), 6–7(2–7), 6–3                    |
| 49                                              | 644.                                            | Wimbledon 2007                                  | 6/25/2007                                       | GS                                              | venku                                           | 128 v kole                                      | Teimuraz Gabašvili                              | 6–3, 6–2, 6–4                                   |
| 50                                              | 645.                                            | Wimbledon                                       | 6/25/2007                                       | GS                                              | venku                                           | 64 v kole                                       | Juan Martín del Potro                           | 6–2, 7–5, 6–1                                   |
| 51                                              | 646.                                            | Wimbledon                                       | 6/25/2007                                       | GS                                              | venku                                           | 32 v kole                                       | Marat Safin (2)                                 | 6–1, 6–4, 7–6(7–4)                              |
|                                                 |                                                 | Wimbledon                                       | 6/25/2007                                       | GS                                              | venku                                           | 16 v kole                                       | Tommy Haas (3)                                  | bez boje                                        |
| 52                                              | 647.                                            | Wimbledon                                       | 6/25/2007                                       | GS                                              | venku                                           | QF                                              | Juan Carlos Ferrero (2)                         | 7–6(7–2), 3–6, 6–1, 6–3                         |
| 53                                              | 648.                                            | Wimbledon                                       | 6/25/2007                                       | GS                                              | venku                                           | SF                                              | Richard Gasquet (3)                             | 7–5, 6–3, 6–4                                   |
| 54                                              | 649.                                            | Wimbledon                                       | 6/25/2007                                       | GS                                              | venku                                           | finále                                          | Rafael Nadal (2)                                | 7–6(9–7), 4–6, 7–6(7–3), 2–6, 6–2               |
| 55                                              | 726.                                            | Gerry Weber Open 2008                           | 6/09/2008                                       | 250                                             | venku                                           | 32 v kole                                       | Michael Berrer                                  | 6–4, 6–2                                        |
| 56                                              | 727.                                            | Gerry Weber Open                                | 6/09/2008                                       | 250                                             | venku                                           | 16 v kole                                       | Jan Vacek                                       | 7–5, 6–3                                        |
| 57                                              | 728.                                            | Gerry Weber Open                                | 6/09/2008                                       | 250                                             | venku                                           | QF                                              | Marcos Baghdatis                                | 6–4, 6–4                                        |
| 58                                              | 729.                                            | Gerry Weber Open                                | 6/09/2008                                       | 250                                             | venku                                           | SF                                              | Nicolas Kiefer (3)                              | 6–1, 6–4                                        |
| 59                                              | 730.                                            | Gerry Weber Open                                | 6/09/2008                                       | 250                                             | venku                                           | finále                                          | Philipp Kohlschreiber (2)                       | 6–3, 6–4                                        |
| 60                                              | 731.                                            | Wimbledon 2008                                  | 6/23/2008                                       | GS                                              | venku                                           | 128 v kole                                      | Dominik Hrbatý                                  | 6–3, 6–2, 6–2                                   |
| 61                                              | 732.                                            | Wimbledon                                       | 6/23/2008                                       | GS                                              | venku                                           | 64 v kole                                       | Robin Söderling (2)                             | 6–3, 6–4, 7–6(7–3)                              |
| 62                                              | 733.                                            | Wimbledon                                       | 6/23/2008                                       | GS                                              | venku                                           | 32 v kole                                       | Marc Gicquel                                    | 6–3, 6–3, 6–1                                   |
| 63                                              | 734.                                            | Wimbledon                                       | 6/23/2008                                       | GS                                              | venku                                           | 16 v kole                                       | Lleyton Hewitt (3)                              | 7–6(9–7), 6–2, 6–4                              |
| 64                                              | 735.                                            | Wimbledon                                       | 6/23/2008                                       | GS                                              | venku                                           | QF                                              | Mario Ančić (2)                                 | 6–1, 7–5, 6–4                                   |
| 65                                              | 736.                                            | Wimbledon                                       | 6/23/2008                                       | GS                                              | venku                                           | SF                                              | Marat Safin (3)                                 | 6–3, 7–6(7–3), 6–4                              |
| prohra                                          | 737.                                            | Wimbledon                                       | 6/23/2008                                       | GS                                              | venku                                           | finále                                          | Rafael Nadal                                    | 4–6, 4–6, 7–6(7–5), 7–6(10–8), 7–9              |

## 2004–2006: Série 55 výher na amerických betonech
Federer je držitel rekordních 55 vítězných zápasů v řadě na turnajích v Severní Americe. Sérii ukončil v srpnu 2006 Andy Murray ve druhém kole Cincinnati Masters. Tato porážka také znamenala přerušení Federerovy šňůry 17 finále v řadě, čímž zaostal pouze jednu finálovou účast za rekordním zápisem 18 finále Ivana Lendla z let 1981 a 1982.
| 55zápasová neporazitelnost na amerických betonech | 55zápasová neporazitelnost na amerických betonech | 55zápasová neporazitelnost na amerických betonech | 55zápasová neporazitelnost na amerických betonech | 55zápasová neporazitelnost na amerických betonech |
| rok                                               | vyhraný turnaj                                    | zápasů                                            | poměr setů                                        | poražený finalista                                |
| ------------------------------------------------- | ------------------------------------------------- | ------------------------------------------------- | ------------------------------------------------- | ------------------------------------------------- |
| 2004                                              | US Open                                           | 6 (6)                                             | 18–3                                              | Lleyton Hewitt                                    |
| 2004                                              | Turnaj mistrů                                     | 5 (11)                                            | 10–1                                              | Lleyton Hewitt                                    |
| 2005                                              | Indian Wells Masters                              | 6 (17)                                            | 13–0                                              | Lleyton Hewitt                                    |
| 2005                                              | Miami Masters                                     | 6 (23)                                            | 13–4                                              | Rafael Nadal                                      |
| 2005                                              | Cincinnati Masters                                | 6 (29)                                            | 12–2                                              | Andy Roddick                                      |
| 2005                                              | US Open                                           | 7 (36)                                            | 21–3                                              | Andre Agassi                                      |
| 2006                                              | Indian Wells Masters                              | 6 (42)                                            | 13–1                                              | James Blake                                       |
| 2006                                              | Miami Master                                      | 6 (48)                                            | 13–1                                              | Ivan Ljubičić                                     |
| 2006                                              | Canada Masters                                    | 6 (54)                                            | 12–4                                              | Richard Gasquet                                   |
| rok                                               | turnaj                                            | zápasů                                            | poměr setů                                        | 1. kolo                                           |
| 2006                                              | Cincinnati Masters                                | 1 (55)                                            | 2–0                                               | Paradorn Srichaphan                               |

## 2005–2006: Série 56 výher na tvrdém povrchu
Federerova série 56 výher na tvrdém povrchu, které dosáhl na turnajích v sezónách 2005–2006, představuje rekordní šňůru neporazitelnosti na tomto povrchu. Šňůru ukončil Rafael Nadal ve finále dubajského turnaje 2006. Federer také drží druhou nejdelší šňůru na tvrdém povrchu, a to 36 výher (2006–2007). V rozmezí 25 měsíců, od února 2005 do února 2007, zaznamenal na tomto povrchu bilanci vítězných zápasů 111–2 (98,2 %).
| Série 56 výher na tvrdém povrchu v sezónách 2005 a 2006 | Série 56 výher na tvrdém povrchu v sezónách 2005 a 2006 | Série 56 výher na tvrdém povrchu v sezónách 2005 a 2006 | Série 56 výher na tvrdém povrchu v sezónách 2005 a 2006 | Série 56 výher na tvrdém povrchu v sezónách 2005 a 2006 | Série 56 výher na tvrdém povrchu v sezónách 2005 a 2006 | Série 56 výher na tvrdém povrchu v sezónách 2005 a 2006 | Série 56 výher na tvrdém povrchu v sezónách 2005 a 2006 | Série 56 výher na tvrdém povrchu v sezónách 2005 a 2006 |
| série                                                   | utkání                                                  | turnaj                                                  | datum                                                   | kat                                                     | místo                                                   | fáze                                                    | soupeř                                                  | výsledek                                                |
| ------------------------------------------------------- | ------------------------------------------------------- | ------------------------------------------------------- | ------------------------------------------------------- | ------------------------------------------------------- | ------------------------------------------------------- | ------------------------------------------------------- | ------------------------------------------------------- | ------------------------------------------------------- |
| prohra                                                  | 432.                                                    | Australian Open 2005                                    | 1/17                                                    | GS                                                      | venku                                                   | SF                                                      | Marat Safin                                             | 7–5, 4–6, 7–5, 6–7(6), 7–9                              |
| 1                                                       | 438.                                                    | Rotterdam Open 2005                                     | 2/14                                                    | 500                                                     | hala                                                    | 32 v kole                                               | Bohdan Ulihrach                                         | 6–3, 6–4                                                |
| 2                                                       | 439.                                                    | Rotterdam Open                                          | 2/14                                                    | 500                                                     | hala                                                    | 16 v kole                                               | Stanislas Wawrinka                                      | 6–1, 6–4                                                |
| 3                                                       | 440.                                                    | Rotterdam Open                                          | 2/14                                                    | 500                                                     | hala                                                    | QF                                                      | Nikolaj Davyděnko                                       | 7–5, 7–5                                                |
| 4                                                       | 441.                                                    | Rotterdam Open                                          | 2/14                                                    | 500                                                     | hala                                                    | SF                                                      | Mario Ančić                                             | 7–5, 6–3                                                |
| 5                                                       | 442.                                                    | Rotterdam Open                                          | 2/14                                                    | 500                                                     | hala                                                    | finále                                                  | Ivan Ljubičić                                           | 5–7, 7–5, 7–6(7–5)                                      |
| 6                                                       | 443.                                                    | Dubai Champ's 2005                                      | 2/21                                                    | 500                                                     | venku                                                   | 32 v kole                                               | Ivo Minář                                               | 6–7(5–7), 6–3, 7–6(7–5)                                 |
| 7                                                       | 444.                                                    | Dubai Champ's                                           | 2/21                                                    | 500                                                     | venku                                                   | 16 v kole                                               | Juan Carlos Ferrero                                     | 4–6, 6–3, 7–6(8–6)                                      |
| 8                                                       | 445.                                                    | Dubai Champ's                                           | 2/21                                                    | 500                                                     | venku                                                   | QF                                                      | Michail Južnyj                                          | 6–3, 7–5                                                |
| 9                                                       | 446.                                                    | Dubai Champ's                                           | 2/21                                                    | 500                                                     | venku                                                   | SF                                                      | Andre Agassi                                            | 6–3, 6–1                                                |
| 10                                                      | 447.                                                    | Dubai Champ's                                           | 2/21                                                    | 500                                                     | venku                                                   | finále                                                  | Ivan Ljubičić (2)                                       | 6–1, 6–7(6–8), 6–3                                      |
| 11                                                      | 448.                                                    | Indian Wells Masters 2005                               | 3/7                                                     | 1000                                                    | venku                                                   | 64 v kole                                               | Mardy Fish                                              | 6–3, 6–3                                                |
| 12                                                      | 449.                                                    | Indian Wells Masters                                    | 3/7                                                     | 1000                                                    | venku                                                   | 32 v kole                                               | Gilles Müller                                           | 6–3, 6–2                                                |
| 13                                                      | 450.                                                    | Indian Wells Masters                                    | 3/7                                                     | 1000                                                    | venku                                                   | 16 v kole                                               | Ivan Ljubičić (3)                                       | 7–6(7–3), 7–6(7–4)                                      |
| 14                                                      | 451.                                                    | Indian Wells Masters                                    | 3/7                                                     | 1000                                                    | venku                                                   | QF                                                      | Nicolas Kiefer                                          | 6–4, 6–1                                                |
| 15                                                      | 452.                                                    | Indian Wells Masters                                    | 3/7                                                     | 1000                                                    | venku                                                   | SF                                                      | Guillermo Cañas                                         | 6–3, 6–1                                                |
| 16                                                      | 453.                                                    | Indian Wells Masters                                    | 3/7                                                     | 1000                                                    | venku                                                   | finále                                                  | Lleyton Hewitt                                          | 6–2, 6–4, 6–4                                           |
| 17                                                      | 454.                                                    | Miami Masters 2005                                      | 3/21                                                    | 1000                                                    | venku                                                   | 64 v kole                                               | Olivier Rochus                                          | 6–3, 6–1                                                |
| 18                                                      | 455.                                                    | Miami Masters                                           | 3/21                                                    | 1000                                                    | venku                                                   | 32 v kole                                               | Mariano Zabaleta                                        | 6–2, 5–7, 6–3                                           |
| 19                                                      | 456.                                                    | Miami Masters                                           | 3/21                                                    | 1000                                                    | venku                                                   | 16 v kole                                               | Mario Ančić (2)                                         | 6–3, 4–6, 6–4                                           |
| 20                                                      | 457.                                                    | Miami Masters                                           | 3/21                                                    | 1000                                                    | venku                                                   | QF                                                      | Tim Henman                                              | 6–4, 6–2                                                |
| 21                                                      | 458.                                                    | Miami Masters                                           | 3/21                                                    | 1000                                                    | venku                                                   | SF                                                      | Andre Agassi (2)                                        | 6–4, 6–3                                                |
| 22                                                      | 459.                                                    | Miami Masters                                           | 3/21                                                    | 1000                                                    | venku                                                   | finále                                                  | Rafael Nadal                                            | 2–6, 6–7(4–7), 7–6(7–5), 6–3, 6–1                       |
| 23                                                      | 488.                                                    | Cincinnati Masters 2005                                 | 8/15                                                    | 1000                                                    | venku                                                   | 64 v kole                                               | James Blake                                             | 7–6(7–3), 7–5                                           |
| 24                                                      | 489.                                                    | Cincinnati Masters                                      | 8/15                                                    | 1000                                                    | venku                                                   | 32 v kole                                               | Nicolas Kiefer (2)                                      | 4–6, 6–4, 6–4                                           |
| 25                                                      | 490.                                                    | Cincinnati Masters                                      | 8/15                                                    | 1000                                                    | venku                                                   | 16 v kole                                               | Olivier Rochus (2)                                      | 6–3, 6–4                                                |
| 26                                                      | 491.                                                    | Cincinnati Masters                                      | 8/15                                                    | 1000                                                    | venku                                                   | QF                                                      | José Acasuso                                            | 6–4, 6–3                                                |
| 27                                                      | 492.                                                    | Cincinnati Masters                                      | 8/15                                                    | 1000                                                    | venku                                                   | SF                                                      | Robby Ginepri                                           | 4–6, 7–5, 6–4                                           |
| 28                                                      | 493.                                                    | Cincinnati Masters                                      | 8/15                                                    | 1000                                                    | venku                                                   | finále                                                  | Andy Roddick                                            | 6–3, 7–5                                                |
| 29                                                      | 494.                                                    | US Open 2005                                            | 8/29                                                    | GS                                                      | venku                                                   | 128 v kole                                              | Ivo Minář (2)                                           | 6–1, 6–1, 6–1                                           |
| 30                                                      | 495.                                                    | US Open                                                 | 8/29                                                    | GS                                                      | venku                                                   | 64 v kole                                               | Fabrice Santoro                                         | 7–5, 7–5, 7–6(7–2)                                      |
| 31                                                      | 496.                                                    | US Open                                                 | 8/29                                                    | GS                                                      | venku                                                   | 32 v kole                                               | Olivier Rochus (3)                                      | 6–3, 7–6(8–6), 6–2                                      |
| 32                                                      | 497.                                                    | US Open                                                 | 8/29                                                    | GS                                                      | venku                                                   | 16 v kole                                               | Nicolas Kiefer (3)                                      | 6–4, 6–7(3–7), 6–3, 6–4                                 |
| 33                                                      | 498.                                                    | US Open                                                 | 8/29                                                    | GS                                                      | venku                                                   | QF                                                      | David Nalbandian                                        | 6–2, 6–4, 6–1                                           |
| 34                                                      | 499.                                                    | US Open                                                 | 8/29                                                    | GS                                                      | venku                                                   | SF                                                      | Lleyton Hewitt (2)                                      | 6–3, 7–6, 4–6, 6–3                                      |
| 35                                                      | 500.                                                    | US Open                                                 | 8/29                                                    | GS                                                      | venku                                                   | finále                                                  | Andre Agassi (3)                                        | 6–3, 2–6, 7–6(7–1), 6–1                                 |
| 36                                                      | 502.                                                    | Bangkok Open 2005                                       | 9/26                                                    | 250                                                     | hala                                                    | 32 v kole                                               | Marcos Daniel                                           | 7–6(7–4), 6–4                                           |
| 37                                                      | 503.                                                    | Bangkok Open                                            | 9/26                                                    | 250                                                     | hala                                                    | 16 v kole                                               | Denis Gremelmayr                                        | 6–3, 6–2                                                |
| 38                                                      | 504.                                                    | Bangkok Open                                            | 9/26                                                    | 250                                                     | hala                                                    | QF                                                      | Gilles Müller (2)                                       | 6–4, 6–3                                                |
| 39                                                      | 505.                                                    | Bangkok Open                                            | 9/26                                                    | 250                                                     | hala                                                    | SF                                                      | Jarkko Nieminen                                         | 6–3, 6–4                                                |
| 40                                                      | 506.                                                    | Bangkok Open                                            | 9/26                                                    | 250                                                     | hala                                                    | finále                                                  | Andy Murray                                             | 6–3, 7–5                                                |
| 41                                                      | 512.                                                    | Qatar ExxonMobil Open 2006                              | 1/02                                                    | 250                                                     | venku                                                   | 32 v kole                                               | Ivo Minář (3)                                           | 6–1, 6–3                                                |
| 42                                                      | 513.                                                    | Qatar ExxonMobil Open                                   | 1/02                                                    | 250                                                     | venku                                                   | 16 v kole                                               | Fabrice Santoro (2)                                     | 7–6(7–2), 7–6(7–5)                                      |
| 43                                                      | 514.                                                    | Qatar ExxonMobil Open                                   | 1/02                                                    | 250                                                     | venku                                                   | QF                                                      | Marcos Baghdatis                                        | 6–4, 6–3                                                |
| 44                                                      | 515.                                                    | Qatar ExxonMobil Open                                   | 1/02                                                    | 250                                                     | venku                                                   | SF                                                      | Tommy Haas                                              | 6–3, 6–3                                                |
| 45                                                      | 516.                                                    | Qatar ExxonMobil Open                                   | 1/02                                                    | 250                                                     | venku                                                   | finále                                                  | Gaël Monfils                                            | 6–3, 7–6(7–5)                                           |
| 46                                                      | 517.                                                    | Australian Open 2006                                    | 1/16                                                    | GS                                                      | venku                                                   | 128 v kole                                              | Denis Istomin                                           | 6–2, 6–3, 6–2                                           |
| 47                                                      | 518.                                                    | Australian Open                                         | 1/16                                                    | GS                                                      | venku                                                   | 64 v kole                                               | Florian Mayer                                           | 6–1, 6–4, 6–0                                           |
| 48                                                      | 519.                                                    | Australian Open                                         | 1/16                                                    | GS                                                      | venku                                                   | 32 v kole                                               | Max Mirnyj                                              | 6–3, 6–4, 6–3                                           |
| 49                                                      | 520.                                                    | Australian Open                                         | 1/16                                                    | GS                                                      | venku                                                   | 16 v kole                                               | Tommy Haas (2)                                          | 6–4, 6–0, 3–6, 4–6, 6–2                                 |
| 50                                                      | 521.                                                    | Australian Open                                         | 1/16                                                    | GS                                                      | venku                                                   | QF                                                      | Nikolaj Davyděnko (2)                                   | 6–4, 3–6, 7–6(9–7), 7–6(7–5)                            |
| 51                                                      | 522.                                                    | Australian Open                                         | 1/16                                                    | GS                                                      | venku                                                   | SF                                                      | Nicolas Kiefer (4)                                      | 6–3, 5–7, 6–0, 6–2                                      |
| 52                                                      | 523.                                                    | Australian Open                                         | 1/16                                                    | GS                                                      | venku                                                   | finále                                                  | Marcos Baghdatis (2)                                    | 5–7, 7–5, 6–0, 6–2                                      |
| 53                                                      | 524.                                                    | Dubai Champ's 2006                                      | 2/27                                                    | 500                                                     | venku                                                   | 32 v kole                                               | Stanislas Wawrinka (2)                                  | 7–6(7–3), 6–3                                           |
| 54                                                      | 525.                                                    | Dubai Champ's                                           | 2/27                                                    | 500                                                     | venku                                                   | 16 v kole                                               | Mohammad Ghareeb                                        | 7–6(7–5), 6–4                                           |
| 55                                                      | 526.                                                    | Dubai Champ's                                           | 2/27                                                    | 500                                                     | venku                                                   | QF                                                      | Robin Vik                                               | 6–3, 6–2                                                |
| 56                                                      | 527.                                                    | Dubai Champ's                                           | 2/27                                                    | 500                                                     | venku                                                   | SF                                                      | Michail Južnyj (2)                                      | 6–2, 6–3                                                |
| prohra                                                  | 528.                                                    | Dubai Champ's                                           | 2/27                                                    | 500                                                     | venku                                                   | finále                                                  | Rafael Nadal                                            | 6–2, 4–6, 4–6                                           |

## Sedm sérií více než 20zápasové neporazitelnosti
Roger Federer představuje jediného hráče otevřené éry, který drží 7 sérií nejméně 20zápasové neporazitelnosti. 
První vytvořil v létě 2004 s 23 vítěznými zápasy. Druhá trvala 26 střetnutí od druhé poloviny sezóny 2004 do počátku roku 2005. Třetí přišla v první polovině sezóny 2005 a činila 25 výher. Následovala čtvrtá s 35zápasovou neporazitelností na konci stejné sezóny. Páté a nejdelší období začalo na US Open 2006 a po 41 utkáních bez prohry skončilo 11. března 2007. Během této série získal tituly na US Open, v Tokiu, Madridu, Basileji, Šanghaji, na melbournském Australian Open a v Dubaji. Ukončila ji prohra od Guillerma Cañase ve druhém kole Indian Wells Masters. Šestou šňůru odehrál v roce 2009, její délka činila 21 zápasů, a zahrnovala triumfy z Madridu, Roland Garros a Wimbledonu. Poslední sedmá série přišla na konci sezóny 2011, kdy Federer zůstal neporažen ve 24 střetnutích. Zvítězit dokázal v Basileji, Paříži, na Turnaji mistrů a v úvodu nového roku 2012 také v Dauhá. V semifinále Australian Open 2012 pak podlehl Nadalovi.

### První série: 23 zápasů
| 1. série: 23 zápasu bez porážky v sezóně 2004 | 1. série: 23 zápasu bez porážky v sezóně 2004 | 1. série: 23 zápasu bez porážky v sezóně 2004 | 1. série: 23 zápasu bez porážky v sezóně 2004 | 1. série: 23 zápasu bez porážky v sezóně 2004 | 1. série: 23 zápasu bez porážky v sezóně 2004 | 1. série: 23 zápasu bez porážky v sezóně 2004 | 1. série: 23 zápasu bez porážky v sezóně 2004 | 1. série: 23 zápasu bez porážky v sezóně 2004 | 1. série: 23 zápasu bez porážky v sezóně 2004 | 1. série: 23 zápasu bez porážky v sezóně 2004 |
| --------------------------------------------- | --------------------------------------------- | --------------------------------------------- | --------------------------------------------- | --------------------------------------------- | --------------------------------------------- | --------------------------------------------- | --------------------------------------------- | --------------------------------------------- | --------------------------------------------- | --------------------------------------------- |
| utkání                                        | série                                         | turnaj                                        | stát                                          | měsíc/den                                     | kat.                                          | místo                                         | povrch                                        | fáze                                          | soupeř                                        | výsledek                                      |
| 384.                                          | prohra                                        | Roland Garros 2004                            | Francie                                       | 5/24                                          | GS                                            | venku                                         | antuka                                        | 32 v kole                                     | Gustavo Kuerten                               | 4–6, 4–6, 4–6                                 |
| 385.                                          | 1.                                            | Halle                                         | Německo                                       | 6/7                                           | 250                                           | venku                                         | tráva                                         | 32 v kole                                     | Thomas Johansson                              | 6–3, 6–2                                      |
| 386.                                          | 2.                                            | Halle                                         | Německo                                       | 6/7                                           | 250                                           | venku                                         | tráva                                         | 16 v kole                                     | Michail Južnyj                                | 6–2, 6–1                                      |
| 387.                                          | 3.                                            | Halle                                         | Německo                                       | 6/7                                           | 250                                           | venku                                         | tráva                                         | QF                                            | Arnaud Clément (3)                            | 6–3, 7–5                                      |
| 388.                                          | 4.                                            | Halle                                         | Německo                                       | 6/7                                           | 250                                           | venku                                         | tráva                                         | SF                                            | Jiří Novák                                    | 6–3, 6–4                                      |
| 389.                                          | 5.                                            | Halle                                         | Německo                                       | 6/7                                           | 250                                           | venku                                         | tráva                                         | finále                                        | Mardy Fish (2)                                | 6–0, 6–3                                      |
| 390.                                          | 6.                                            | Wimbledon                                     | V. Británie                                   | 6/21                                          | GS                                            | venku                                         | tráva                                         | 128 v kole                                    | Alex Bogdanovic                               | 6–3, 6–3, 6–0                                 |
| 391.                                          | 7.                                            | Wimbledon                                     | V. Británie                                   | 6/21                                          | GS                                            | venku                                         | tráva                                         | 64 v kole                                     | Alejandro Falla                               | 6–1, 6–2, 6–0                                 |
| 392.                                          | 8.                                            | Wimbledon                                     | V. Británie                                   | 6/21                                          | GS                                            | venku                                         | tráva                                         | 32 v kole                                     | Thomas Johansson (2)                          | 6–3, 6–4, 6–3                                 |
| 393.                                          | 9.                                            | Wimbledon                                     | V. Británie                                   | 6/21                                          | GS                                            | venku                                         | tráva                                         | 16 v kole                                     | Ivo Karlović                                  | 6–3, 7–6(3), 7–6(5)                           |
| 394.                                          | 10.                                           | Wimbledon                                     | V. Británie                                   | 6/21                                          | GS                                            | venku                                         | tráva                                         | QF                                            | Lleyton Hewitt (3)                            | 6–1, 6–7(1), 6–0, 6–4                         |
| 395.                                          | 11.                                           | Wimbledon                                     | V. Británie                                   | 6/21                                          | GS                                            | venku                                         | tráva                                         | SF                                            | Sébastien Grosjean                            | 6–2, 6–3, 7–6(6)                              |
| 396.                                          | 12.                                           | Wimbledon                                     | V. Británie                                   | 6/21                                          | GS                                            | venku                                         | tráva                                         | finále                                        | Andy Roddick                                  | 4–6, 7–5, 7–6(3), 6–4                         |
| 397.                                          | 13.                                           | Gstaad                                        | Švýcarsko                                     | 7/5                                           | 250                                           | venku                                         | antuka                                        | 32 v kole                                     | Tomas Behrend                                 | 6–1, 6–1                                      |
| 398.                                          | 14.                                           | Gstaad                                        | Švýcarsko                                     | 7/5                                           | 250                                           | venku                                         | antuka                                        | 16 v kole                                     | Ivo Karlović (2)                              | 6–7(5), 6–3, 7–6(4)                           |
| 399.                                          | 15.                                           | Gstaad                                        | Švýcarsko                                     | 7/5                                           | 250                                           | venku                                         | antuka                                        | QF                                            | Radek Štěpánek                                | 6–1, 5–7, 6–4                                 |
| 400.                                          | 16.                                           | Gstaad                                        | Švýcarsko                                     | 7/5                                           | 250                                           | venku                                         | antuka                                        | SF                                            | Potito Starace                                | 6–3, 3–6, 6–3                                 |
| 401.                                          | 17.                                           | Gstaad                                        | Švýcarsko                                     | 7/5                                           | 250                                           | venku                                         | antuka                                        | finále                                        | Igor Andrejev                                 | 6–2, 6–3, 5–7, 6–3                            |
| 402.                                          | 18.                                           | Canada Masters                                | Kanada                                        | 7/26                                          | 1000                                          | venku                                         | tvrdý                                         | 64 v kole                                     | Hišám Arazi                                   | 6–3, 7–5                                      |
| 403.                                          | 19.                                           | Canada Masters                                | Kanada                                        | 7/26                                          | 1000                                          | venku                                         | tvrdý                                         | 32 v kole                                     | Robin Söderling                               | 7–5, 6–1                                      |
| 404.                                          | 20.                                           | Canada Masters                                | Kanada                                        | 7/26                                          | 1000                                          | venku                                         | tvrdý                                         | 16 v kole                                     | Max Mirnyj                                    | 7–6(3), 7–6(4)                                |
| 405.                                          | 21.                                           | Canada Masters                                | Kanada                                        | 7/26                                          | 1000                                          | venku                                         | tvrdý                                         | QF                                            | Fabrice Santoro                               | 7–5, 6–4                                      |
| 406.                                          | 22.                                           | Canada Masters                                | Kanada                                        | 7/26                                          | 1000                                          | venku                                         | tvrdý                                         | SF                                            | Thomas Johansson (3)                          | 4–6, 6–3, 6–2                                 |
| 407.                                          | 23.                                           | Canada Masters                                | Kanada                                        | 7/26                                          | 1000                                          | venku                                         | tvrdý                                         | finále                                        | Andy Roddick (2)                              | 7–5, 6–3                                      |
| 408.                                          | prohra                                        | Cincinnati Masters 2004                       | USA                                           | 8/2                                           | 1000                                          | venku                                         | tvrdý                                         | 64 v kole                                     | Dominik Hrbatý                                | 6–1, 6–7(7), 4–6                              |

### Druhá série: 26 zápasů
| 2. série: 26 zápasu bez porážky v sezónách 2004 a 2005 | 2. série: 26 zápasu bez porážky v sezónách 2004 a 2005 | 2. série: 26 zápasu bez porážky v sezónách 2004 a 2005 | 2. série: 26 zápasu bez porážky v sezónách 2004 a 2005 | 2. série: 26 zápasu bez porážky v sezónách 2004 a 2005 | 2. série: 26 zápasu bez porážky v sezónách 2004 a 2005 | 2. série: 26 zápasu bez porážky v sezónách 2004 a 2005 | 2. série: 26 zápasu bez porážky v sezónách 2004 a 2005 | 2. série: 26 zápasu bez porážky v sezónách 2004 a 2005 | 2. série: 26 zápasu bez porážky v sezónách 2004 a 2005 | 2. série: 26 zápasu bez porážky v sezónách 2004 a 2005 |
| ------------------------------------------------------ | ------------------------------------------------------ | ------------------------------------------------------ | ------------------------------------------------------ | ------------------------------------------------------ | ------------------------------------------------------ | ------------------------------------------------------ | ------------------------------------------------------ | ------------------------------------------------------ | ------------------------------------------------------ | ------------------------------------------------------ |
| utkání                                                 | série                                                  | turnaj                                                 | stát                                                   | měsíc/den                                              | kat.                                                   | místo                                                  | povrch                                                 | fáze                                                   | soupeř                                                 | výsledek                                               |
| 410.                                                   | prohra                                                 | Olympijské hry 2004                                    | Řecko                                                  | 8/16                                                   | LOH                                                    | venku                                                  | tvrdý                                                  | 32 v kole                                              | Tomáš Berdych                                          | 6–4, 5–7, 5–7                                          |
| 411.                                                   | 1.                                                     | US Open                                                | USA                                                    | 8/30                                                   | GS                                                     | venku                                                  | tvrdý                                                  | 128 v kole                                             | Albert Costa                                           | 7–5, 6–2, 6–4                                          |
| 412.                                                   | 2.                                                     | US Open                                                | USA                                                    | 8/30                                                   | GS                                                     | venku                                                  | tvrdý                                                  | 64 v kole                                              | Marcos Baghdatis                                       | 6–2, 6–7(4), 6–3, 6–1                                  |
| 413.                                                   | 3.                                                     | US Open                                                | USA                                                    | 8/30                                                   | GS                                                     | venku                                                  | tvrdý                                                  | 32 v kole                                              | Fabrice Santoro                                        | 6–0, 6–4, 7–6(7)                                       |
| —                                                      |                                                        | US Open                                                | USA                                                    | 8/30                                                   | GS                                                     | venku                                                  | tvrdý                                                  | 16 v kole                                              | Andrei Pavel (5)                                       | bez boje                                               |
| 414.                                                   | 4.                                                     | US Open                                                | USA                                                    | 8/30                                                   | GS                                                     | venku                                                  | tvrdý                                                  | QF                                                     | Andre Agassi (2)                                       | 6–3, 2–6, 7–5, 3–6, 6–3                                |
| 415.                                                   | 5.                                                     | US Open                                                | USA                                                    | 8/30                                                   | GS                                                     | venku                                                  | tvrdý                                                  | SF                                                     | Tim Henman (2)                                         | 6–3, 6–4, 6–4                                          |
| 416.                                                   | 6.                                                     | US Open                                                | USA                                                    | 8/30                                                   | GS                                                     | venku                                                  | tvrdý                                                  | finále                                                 | Lleyton Hewitt (4)                                     | 6–0, 7–6(3), 6–0                                       |
| 417.                                                   | 7.                                                     | Thailand Open                                          | Thajsko                                                | 9/27                                                   | 250                                                    | hala                                                   | tvrdý                                                  | 32 v kole                                              | Nicolas Thomann                                        | 6–4, 7–6(4)                                            |
| 418.                                                   | 8.                                                     | Thailand Open                                          | Thajsko                                                | 9/27                                                   | 250                                                    | hala                                                   | tvrdý                                                  | 16 v kole                                              | Ivo Heuberger                                          | 6–1, 6–3                                               |
| 419.                                                   | 9.                                                     | Thailand Open                                          | Thajsko                                                | 9/27                                                   | 250                                                    | hala                                                   | tvrdý                                                  | QF                                                     | Robin Söderling (2)                                    | 7–6(3), 6–4                                            |
| 420.                                                   | 10.                                                    | Thailand Open                                          | Thajsko                                                | 9/27                                                   | 250                                                    | hala                                                   | tvrdý                                                  | SF                                                     | Paradorn Srichaphan                                    | 7–5, 2–6, 6–3                                          |
| 421.                                                   | 11.                                                    | Thailand Open                                          | Thajsko                                                | 9/27                                                   | 250                                                    | hala                                                   | tvrdý                                                  | finále                                                 | Andy Roddick (3)                                       | 6–4, 6–0                                               |
| 422.                                                   | 12.                                                    | Tennis Masters Cup 2004                                | USA                                                    | 11/15                                                  | WC                                                     | venku                                                  | tvrdý                                                  | zs                                                     | Gastón Gaudio (2)                                      | 6–1, 7–6(4)                                            |
| 423.                                                   | 13.                                                    | Tennis Masters Cup                                     | USA                                                    | 11/15                                                  | WC                                                     | venku                                                  | tvrdý                                                  | zs                                                     | Lleyton Hewitt (5)                                     | 6–3, 6–4                                               |
| 424.                                                   | 14.                                                    | Tennis Masters Cup                                     | USA                                                    | 11/15                                                  | WC                                                     | venku                                                  | tvrdý                                                  | zs                                                     | Carlos Moyá (2)                                        | 6–3, 3–6, 6–3                                          |
| 425.                                                   | 15.                                                    | Tennis Masters Cup                                     | USA                                                    | 11/15                                                  | WC                                                     | venku                                                  | tvrdý                                                  | SF                                                     | Marat Safin (3)                                        | 6–3, 7–6(18)                                           |
| 426.                                                   | 16.                                                    | Tennis Masters Cup                                     | USA                                                    | 11/15                                                  | WC                                                     | venku                                                  | tvrdý                                                  | finále                                                 | Lleyton Hewitt (6)                                     | 6–3, 6–2                                               |
| 427.                                                   | 17.                                                    | Dauhá 2005                                             | Katar                                                  | 1/3                                                    | 250                                                    | venku                                                  | tvrdý                                                  | 32 v kole                                              | David Ferrer                                           | 6-1, 6-1                                               |
| 428.                                                   | 18.                                                    | Dauhá                                                  | Katar                                                  | 1/3                                                    | 250                                                    | venku                                                  | tvrdý                                                  | 16 v kole                                              | Greg Rusedski                                          | 6-3, 6-4                                               |
| 429.                                                   | 19.                                                    | Dauhá                                                  | Katar                                                  | 1/3                                                    | 250                                                    | venku                                                  | tvrdý                                                  | QF                                                     | Feliciano López                                        | 6-1, 6-2                                               |
| 430.                                                   | 20.                                                    | Dauhá                                                  | Katar                                                  | 1/3                                                    | 250                                                    | venku                                                  | tvrdý                                                  | SF                                                     | Nikolaj Davyděnko                                      | 6-3, 6-4                                               |
| 431.                                                   | 21.                                                    | Dauhá                                                  | Katar                                                  | 1/3                                                    | 250                                                    | venku                                                  | tvrdý                                                  | finále                                                 | Ivan Ljubičić                                          | 6-3, 6-1                                               |
| 432.                                                   | 22.                                                    | Australian Open 2005                                   | Austrálie                                              | 1/17                                                   | GS                                                     | venku                                                  | tvrdý                                                  | 128 v kole                                             | Fabrice Santoro                                        | 6-1, 6-1, 6-2                                          |
| 433.                                                   | 23.                                                    | Australian Open                                        | Austrálie                                              | 1/17                                                   | GS                                                     | venku                                                  | tvrdý                                                  | 64 v kole                                              | Takao Suzuki                                           | 6-3, 6-4, 6-4                                          |
| 434.                                                   | 24.                                                    | Australian Open                                        | Austrálie                                              | 1/17                                                   | GS                                                     | venku                                                  | tvrdý                                                  | 32 v kole                                              | Jarkko Nieminen                                        | 6-3, 5-2 RET                                           |
| 435.                                                   | 25.                                                    | Australian Open                                        | Austrálie                                              | 1/17                                                   | GS                                                     | venku                                                  | tvrdý                                                  | 16 v kole                                              | Marcos Baghdatis                                       | 6-2, 6-2, 7-6(4)                                       |
| 436.                                                   | 26.                                                    | Australian Open                                        | Austrálie                                              | 1/17                                                   | GS                                                     | venku                                                  | tvrdý                                                  | QF                                                     | Andre Agassi                                           | 6-3, 6-4, 6-4                                          |
| 437.                                                   | prohra                                                 | Australian Open                                        | Austrálie                                              | 1/17                                                   | GS                                                     | venku                                                  | tvrdý                                                  | SF                                                     | Marat Safin                                            | 7-5, 4-6, 7-5, 6-7(6), 7-9                             |

### Třetí série: 25 zápasů
| 3. série: 25 zápasu bez porážky v sezóně 2005 | 3. série: 25 zápasu bez porážky v sezóně 2005 | 3. série: 25 zápasu bez porážky v sezóně 2005 | 3. série: 25 zápasu bez porážky v sezóně 2005 | 3. série: 25 zápasu bez porážky v sezóně 2005 | 3. série: 25 zápasu bez porážky v sezóně 2005 | 3. série: 25 zápasu bez porážky v sezóně 2005 | 3. série: 25 zápasu bez porážky v sezóně 2005 | 3. série: 25 zápasu bez porážky v sezóně 2005 | 3. série: 25 zápasu bez porážky v sezóně 2005 | 3. série: 25 zápasu bez porážky v sezóně 2005 |
| --------------------------------------------- | --------------------------------------------- | --------------------------------------------- | --------------------------------------------- | --------------------------------------------- | --------------------------------------------- | --------------------------------------------- | --------------------------------------------- | --------------------------------------------- | --------------------------------------------- | --------------------------------------------- |
| utkání                                        | série                                         | turnaj                                        | stát                                          | měsíc/den                                     | kat.                                          | místo                                         | povrch                                        | fáze                                          | soupeř                                        | výsledek                                      |
| 437.                                          | prohra                                        | Australian Open                               | Austrálie                                     | 1/17                                          | GS                                            | venku                                         | tvrdý                                         | SF                                            | Marat Safin                                   | 7-5, 4-6, 7-5, 6-7(6), 7-9                    |
| 438.                                          | 1.                                            | Rotterdam 2005                                | Nizozemsko                                    | 2/14                                          | 500                                           | hala                                          | tvrdý                                         | 32 v kole                                     | Bohdan Ulihrach                               | 6-3, 6-4                                      |
| 439.                                          | 2.                                            | Rotterdam                                     | Nizozemsko                                    | 2/14                                          | 500                                           | hala                                          | tvrdý                                         | 16 v kole                                     | Stanislas Wawrinka                            | 6-1, 6-4                                      |
| 440.                                          | 3.                                            | Rotterdam                                     | Nizozemsko                                    | 2/14                                          | 500                                           | hala                                          | tvrdý                                         | QF                                            | Nikolay Davydenko (2)                         | 7-5, 7-5                                      |
| 441.                                          | 4.                                            | Rotterdam                                     | Nizozemsko                                    | 2/14                                          | 500                                           | hala                                          | tvrdý                                         | SF                                            | Mario Ančić                                   | 7-5, 6-3                                      |
| 442.                                          | 5.                                            | Rotterdam                                     | Nizozemsko                                    | 2/14                                          | 500                                           | hala                                          | tvrdý                                         | finále                                        | Ivan Ljubičić (2)                             | 5-7, 7-5, 7-6(5)                              |
| 443.                                          | 6.                                            | Dubaj                                         | SAE                                           | 2/21                                          | 500                                           | venku                                         | tvrdý                                         | 32 v kole                                     | Ivo Minář                                     | 6-7(5), 6-3, 7-6(5)                           |
| 444.                                          | 7.                                            | Dubaj                                         | SAE                                           | 2/21                                          | 500                                           | venku                                         | tvrdý                                         | 16 v kole                                     | Juan Carlos Ferrero                           | 4-6, 6-3, 7-6(6)                              |
| 445.                                          | 8.                                            | Dubaj                                         | SAE                                           | 2/21                                          | 500                                           | venku                                         | tvrdý                                         | QF                                            | Michail Južnyj                                | 6-3, 7-5                                      |
| 446.                                          | 9.                                            | Dubaj                                         | SAE                                           | 2/21                                          | 500                                           | venku                                         | tvrdý                                         | SF                                            | Andre Agassi (2)                              | 6-3, 6-1                                      |
| 447.                                          | 10.                                           | Dubaj                                         | SAE                                           | 2/21                                          | 500                                           | venku                                         | tvrdý                                         | finále                                        | Ivan Ljubičić (3)                             | 6-1, 6-7(6), 6-3                              |
| —                                             |                                               | Indian Wells Masters                          | Spojené státy                                 | 3/7                                           | 1000                                          | venku                                         | tvrdý                                         | 128 v kole                                    | volný los                                     |                                               |
| 448.                                          | 11.                                           | Indian Wells Masters                          | Spojené státy                                 | 3/7                                           | 1000                                          | venku                                         | tvrdý                                         | 64 v kole                                     | Mardy Fish                                    | 6-3, 6-3                                      |
| 449.                                          | 12.                                           | Indian Wells Masters                          | Spojené státy                                 | 3/7                                           | 1000                                          | venku                                         | tvrdý                                         | 32 v kole                                     | Gilles Müller                                 | 6-3, 6-2                                      |
| 450.                                          | 13.                                           | Indian Wells Masters                          | Spojené státy                                 | 3/7                                           | 1000                                          | venku                                         | tvrdý                                         | 16 v kole                                     | Ivan Ljubicic (4)                             | 7-6(3), 7-6(4)                                |
| 451.                                          | 14.                                           | Indian Wells Masters                          | Spojené státy                                 | 3/7                                           | 1000                                          | venku                                         | tvrdý                                         | QF                                            | Nicolas Kiefer                                | 6-4, 6-1                                      |
| 452.                                          | 15.                                           | Indian Wells Masters                          | Spojené státy                                 | 3/7                                           | 1000                                          | venku                                         | tvrdý                                         | SF                                            | Guillermo Canas                               | 6-3, 6-1                                      |
| 453.                                          | 16.                                           | Indian Wells Masters                          | Spojené státy                                 | 3/7                                           | 1000                                          | venku                                         | tvrdý                                         | finále                                        | Lleyton Hewitt                                | 6-2, 6-4, 6-4                                 |
| —                                             |                                               | Miami Masters                                 | Spojené státy                                 | 3/21                                          | 1000                                          | venku                                         | tvrdý                                         | 128 v kole                                    | volný los                                     |                                               |
| 454.                                          | 17.                                           | Miami Masters                                 | Spojené státy                                 | 3/21                                          | 1000                                          | venku                                         | tvrdý                                         | 64 v kole                                     | Oliver Rochus                                 | 6-3, 6-1                                      |
| 455.                                          | 18.                                           | Miami Masters                                 | Spojené státy                                 | 3/21                                          | 1000                                          | venku                                         | tvrdý                                         | 32 v kole                                     | Mariano Zabaleta                              | 6-2, 5-7, 6-3                                 |
| 456.                                          | 19.                                           | Miami Masters                                 | Spojené státy                                 | 3/21                                          | 1000                                          | venku                                         | tvrdý                                         | 16 v kole                                     | Mario Ančić (2)                               | 6-3, 4-6, 6-4                                 |
| 457.                                          | 20.                                           | Miami Masters                                 | Spojené státy                                 | 3/21                                          | 1000                                          | venku                                         | tvrdý                                         | QF                                            | Tim Henman                                    | 6-4, 6-2                                      |
| 458.                                          | 21.                                           | Miami Masters                                 | Spojené státy                                 | 3/21                                          | 1000                                          | venku                                         | tvrdý                                         | SF                                            | Andre Agassi (3)                              | 6-4, 6-3                                      |
| 459.                                          | 22.                                           | Miami Masters                                 | Spojené státy                                 | 3/21                                          | 1000                                          | venku                                         | tvrdý                                         | finále                                        | Rafael Nadal                                  | 2-6, 6-7(4), 7-6(5), 6-3, 6-1                 |
| 460.                                          | 23.                                           | Monte Carlo Masters 2005                      | Monako                                        | 4/11                                          | 1000                                          | venku                                         | antuka                                        | 64 v kole                                     | Greg Rusedski (2)                             | 6-3, 6-1                                      |
| 461.                                          | 26.                                           | Monte Carlo Masters                           | Monako                                        | 4/11                                          | 1000                                          | venku                                         | antuka                                        | 32 v kole                                     | Albert Montaňes                               | 6-3, 6-4                                      |
| 462.                                          | 25.                                           | Monte Carlo Masters                           | Monako                                        | 4/11                                          | 1000                                          | venku                                         | antuka                                        | 16 v kole                                     | Fernando González                             | 6-2, 6-7(3), 6-4                              |
| 463.                                          | prohra                                        | Monte Carlo Masters 2005                      | Monako                                        | 4/11                                          | 1000                                          | venku                                         | antuka                                        | QF                                            | Richard Gasquet                               | 7-6(1), 2-6, 6-7(8)                           |

### Čtvrtá série: 35 zápasů
| 4. série: 35 zápasu bez porážky v sezóně 2005 | 4. série: 35 zápasu bez porážky v sezóně 2005 | 4. série: 35 zápasu bez porážky v sezóně 2005 | 4. série: 35 zápasu bez porážky v sezóně 2005 | 4. série: 35 zápasu bez porážky v sezóně 2005 | 4. série: 35 zápasu bez porážky v sezóně 2005 | 4. série: 35 zápasu bez porážky v sezóně 2005 | 4. série: 35 zápasu bez porážky v sezóně 2005 | 4. série: 35 zápasu bez porážky v sezóně 2005 | 4. série: 35 zápasu bez porážky v sezóně 2005 | 4. série: 35 zápasu bez porážky v sezóně 2005 |
| --------------------------------------------- | --------------------------------------------- | --------------------------------------------- | --------------------------------------------- | --------------------------------------------- | --------------------------------------------- | --------------------------------------------- | --------------------------------------------- | --------------------------------------------- | --------------------------------------------- | --------------------------------------------- |
| utkání                                        | série                                         | turnaj                                        | stát                                          | měsíc/den                                     | kat.                                          | místo                                         | povrch                                        | fáze                                          | soupeř                                        | výsledek                                      |
| 475.                                          | prohra                                        | Roland Garros 2005                            | Francie                                       | 5/23                                          | GS                                            | venku                                         | antuka                                        | SF                                            | Rafael Nadal                                  | 3-6, 6-4, 4-6, 3-6                            |
| 476.                                          | 1.                                            | Halle                                         | Německo                                       | 6/6                                           | 250                                           | venku                                         | tráva                                         | 32 v kole                                     | Robin Soderling                               | 6-7(5), 7-6(6), 6-4                           |
| 477.                                          | 2.                                            | Halle                                         | Německo                                       | 6/6                                           | 250                                           | venku                                         | tráva                                         | 16 v kole                                     | Florian Mayer                                 | 6-2, 6-4                                      |
| 478.                                          | 3.                                            | Halle                                         | Německo                                       | 6/6                                           | 250                                           | venku                                         | tráva                                         | QF                                            | Philipp Kohlschreiber                         | 6-3, 6-4                                      |
| 479.                                          | 4.                                            | Halle                                         | Německo                                       | 6/6                                           | 250                                           | venku                                         | tráva                                         | SF                                            | Tommy Haas                                    | 6-4, 7-6(9)                                   |
| 480.                                          | 5.                                            | Halle                                         | Německo                                       | 6/6                                           | 250                                           | venku                                         | tráva                                         | finále                                        | Marat Safin (2)                               | 6-4, 6-7(6), 6-4                              |
| 481.                                          | 6.                                            | Wimbledon                                     | V. Británie                                   | 6/20                                          | GS                                            | venku                                         | tráva                                         | 128 v kole                                    | Paul-Henri Mathieu                            | 6-4, 6-2, 6-4                                 |
| 482.                                          | 7.                                            | Wimbledon                                     | V. Británie                                   | 6/20                                          | GS                                            | venku                                         | tráva                                         | 64 v kole                                     | Ivo Minář (2)                                 | 6-4, 6-4, 6-1                                 |
| 483.                                          | 8.                                            | Wimbledon                                     | V. Británie                                   | 6/20                                          | GS                                            | venku                                         | tráva                                         | 32 v kole                                     | Nicolas Kiefer (2)                            | 6-2, 6-7(5), 6-1, 7-5                         |
| 484.                                          | 9.                                            | Wimbledon                                     | V. Británie                                   | 6/20                                          | GS                                            | venku                                         | tráva                                         | 16 v kole                                     | Juan Carlos Ferrero (2)                       | 6-3, 6-4, 7-6(6)                              |
| 485.                                          | 10.                                           | Wimbledon                                     | V. Británie                                   | 6/20                                          | GS                                            | venku                                         | tráva                                         | QF                                            | Fernando González (3)                         | 7-5, 6-2, 7-6(2)                              |
| 486.                                          | 11.                                           | Wimbledon                                     | V. Británie                                   | 6/20                                          | GS                                            | venku                                         | tráva                                         | SF                                            | Lleyton Hewitt (2)                            | 6-3, 6-4, 7-6(4)                              |
| 487.                                          | 12.                                           | Wimbledon                                     | V. Británie                                   | 6/20                                          | GS                                            | venku                                         | tráva                                         | finále                                        | Andy Roddick                                  | 6-2, 7-6(2), 6-4                              |
| 488.                                          | 13.                                           | Cincinnati Masters                            | Spojené státy                                 | 8/15                                          | 1000                                          | venku                                         | tvrdý                                         | 64 v kole                                     | James Blake                                   | 7-6(3), 7-5                                   |
| 489.                                          | 14.                                           | Cincinnati Masters                            | Spojené státy                                 | 8/15                                          | 1000                                          | venku                                         | tvrdý                                         | 32 v kole                                     | Nicolas Kiefer (3)                            | 4-6, 6-4, 6-4                                 |
| 490.                                          | 15.                                           | Cincinnati Masters                            | Spojené státy                                 | 8/15                                          | 1000                                          | venku                                         | tvrdý                                         | 16 v kole                                     | Oliver Rochus (2)                             | 6-3, 6-4                                      |
| 491.                                          | 16.                                           | Cincinnati Masters                            | Spojené státy                                 | 8/15                                          | 1000                                          | venku                                         | tvrdý                                         | QF                                            | Jose Acasuso                                  | 6-4, 6-3                                      |
| 492.                                          | 17.                                           | Cincinnati Masters                            | Spojené státy                                 | 8/15                                          | 1000                                          | venku                                         | tvrdý                                         | SF                                            | Robby Ginepri                                 | 4-6, 7-5, 6-4                                 |
| 493.                                          | 18.                                           | Cincinnati Masters                            | Spojené státy                                 | 8/15                                          | 1000                                          | venku                                         | tvrdý                                         | finále                                        | Andy Roddick (2)                              | 6-3, 7-5                                      |
| 494.                                          | 19.                                           | US Open                                       | Spojené státy                                 | 8/29                                          | GS                                            | venku                                         | tvrdý                                         | 128 v kole                                    | Ivo Minář (3)                                 | 6-1, 6-1, 6-1                                 |
| 495.                                          | 20.                                           | US Open                                       | Spojené státy                                 | 8/29                                          | GS                                            | venku                                         | tvrdý                                         | 64 v kole                                     | Fabrice Santoro (2)                           | 7-5, 7-5, 7-6(2)                              |
| 496.                                          | 21.                                           | US Open                                       | Spojené státy                                 | 8/29                                          | GS                                            | venku                                         | tvrdý                                         | 32 v kole                                     | Oliver Rochus (3)                             | 6-3, 7-6(6), 6-2                              |
| 497.                                          | 22.                                           | US Open                                       | Spojené státy                                 | 8/29                                          | GS                                            | venku                                         | tvrdý                                         | 16 v kole                                     | Nicolas Kiefer (4)                            | 6-4, 6-7(3), 6-3, 6-4                         |
| 498.                                          | 23.                                           | US Open                                       | Spojené státy                                 | 8/29                                          | GS                                            | venku                                         | tvrdý                                         | QF                                            | David Nalbandian                              | 6-2, 6-4, 6-1                                 |
| 499.                                          | 24.                                           | US Open                                       | Spojené státy                                 | 8/29                                          | GS                                            | venku                                         | tvrdý                                         | SF                                            | Lleyton Hewitt (3)                            | 6-3, 7-6, 4-6, 6-3                            |
| 500.                                          | 25.                                           | US Open                                       | Spojené státy                                 | 8/29                                          | GS                                            | venku                                         | tvrdý                                         | finále                                        | Andre Agassi (4)                              | 6-3, 2-6, 7-6(1), 6-1                         |
| 501.                                          | 26.                                           | SUI v. GBR, DC Svět                           | Švýcarsko                                     | 9/23                                          | DC                                            | hala                                          | antuka                                        | baráž                                         | Alan Mackin                                   | 6-0, 6-0, 6-2                                 |
| 502.                                          | 27.                                           | Bangkok                                       | Thajsko                                       | 9/26                                          | 250                                           | hala                                          | tvrdý                                         | 32 v kole                                     | Marcos Daniel                                 | 7-6(4), 6-4                                   |
| 503.                                          | 28.                                           | Bangkok                                       | Thajsko                                       | 9/26                                          | 250                                           | hala                                          | tvrdý                                         | 16 v kole                                     | Denis Gremelmayr                              | 6-3, 6-2                                      |
| 504.                                          | 29.                                           | Bangkok                                       | Thajsko                                       | 9/26                                          | 250                                           | hala                                          | tvrdý                                         | QF                                            | Gilles Müller (2)                             | 6-4, 6-3                                      |
| 505.                                          | 30.                                           | Bangkok                                       | Thajsko                                       | 9/26                                          | 250                                           | hala                                          | tvrdý                                         | SF                                            | Jarkko Nieminen (2)                           | 6-3, 6-4                                      |
| 506.                                          | 31.                                           | Bangkok                                       | Thajsko                                       | 9/26                                          | 250                                           | hala                                          | tvrdý                                         | finále                                        | Andy Murray                                   | 6-3, 7-5                                      |
| 507.                                          | 32.                                           | Tennis Masters Cup 2005                       | ČLR                                           | 11/14                                         | WC                                            | hala                                          | koberec                                       | zs                                            | David Nalbandian (2)                          | 6-3, 2-6, 6-4                                 |
| 508.                                          | 33.                                           | Tennis Masters Cup                            | ČLR                                           | 11/14                                         | WC                                            | hala                                          | koberec                                       | zs                                            | Ivan Ljubičić (5)                             | 6-3, 2-6, 7-6(4)                              |
| 509.                                          | 34.                                           | Tennis Masters Cup                            | ČLR                                           | 11/14                                         | WC                                            | hala                                          | koberec                                       | zs                                            | Guillermo Cória (2)                           | 6-0, 1-6, 6-2                                 |
| 510.                                          | 35.                                           | Tennis Masters Cup                            | ČLR                                           | 11/14                                         | WC                                            | hala                                          | koberec                                       | SF                                            | Gastón Gaudio                                 | 6-0, 6-0                                      |
| 511.                                          | prohra                                        | Tennis Masters Cup                            | ČLR                                           | 11/14                                         | WC                                            | hala                                          | koberec                                       | finále                                        | David Nalbandian                              | 7-6(4), 7-6(11), 2-6, 1-6, 6-7(3)             |

### Pátá série: 41 zápasů
| 5. série: 41 zápasu bez porážky v sezónách 2006 a 2007 | 5. série: 41 zápasu bez porážky v sezónách 2006 a 2007 | 5. série: 41 zápasu bez porážky v sezónách 2006 a 2007 | 5. série: 41 zápasu bez porážky v sezónách 2006 a 2007 | 5. série: 41 zápasu bez porážky v sezónách 2006 a 2007 | 5. série: 41 zápasu bez porážky v sezónách 2006 a 2007 | 5. série: 41 zápasu bez porážky v sezónách 2006 a 2007 | 5. série: 41 zápasu bez porážky v sezónách 2006 a 2007 | 5. série: 41 zápasu bez porážky v sezónách 2006 a 2007 | 5. série: 41 zápasu bez porážky v sezónách 2006 a 2007 | 5. série: 41 zápasu bez porážky v sezónách 2006 a 2007 |
| ------------------------------------------------------ | ------------------------------------------------------ | ------------------------------------------------------ | ------------------------------------------------------ | ------------------------------------------------------ | ------------------------------------------------------ | ------------------------------------------------------ | ------------------------------------------------------ | ------------------------------------------------------ | ------------------------------------------------------ | ------------------------------------------------------ |
| utkání                                                 | série                                                  | turnaj                                                 | stát                                                   | měsíc/den                                              | kat.                                                   | místo                                                  | povrch                                                 | fáze                                                   | soupeř                                                 | výsledek                                               |
| 579.                                                   | prohra                                                 | Cincinnati Masters 2006                                | Spojené státy                                          | 8/14                                                   | 1000                                                   | venku                                                  | tvrdý                                                  | 32 v kole                                              | Andy Murray                                            | 5-7, 4-6                                               |
| 580.                                                   | 1.                                                     | US Open 2006                                           | Spojené státy                                          | 8/28                                                   | GS                                                     | venku                                                  | tvrdý                                                  | 128 v kole                                             | Jü-cuo Wang                                            | 6-4, 6-1, 6-0                                          |
| 581.                                                   | 2.                                                     | US Open                                                | Spojené státy                                          | 8/28                                                   | GS                                                     | venku                                                  | tvrdý                                                  | 64 v kole                                              | Tim Henman (2)                                         | 6-3, 6-4, 7-5                                          |
| 582.                                                   | 3.                                                     | US Open                                                | Spojené státy                                          | 8/28                                                   | GS                                                     | venku                                                  | tvrdý                                                  | 32 v kole                                              | Vincent Spadea                                         | 6-3, 6-3, 6-0                                          |
| 583.                                                   | 4.                                                     | US Open                                                | Spojené státy                                          | 8/28                                                   | GS                                                     | venku                                                  | tvrdý                                                  | 16 v kole                                              | Marc Gicquel                                           | 6-3, 7-6(2), 6-3                                       |
| 584.                                                   | 5.                                                     | US Open                                                | Spojené státy                                          | 8/28                                                   | GS                                                     | venku                                                  | tvrdý                                                  | QF                                                     | James Blake (3)                                        | 7-6(7), 6-0, 6-7(9), 6-4                               |
| 585.                                                   | 6.                                                     | US Open                                                | Spojené státy                                          | 8/28                                                   | GS                                                     | venku                                                  | tvrdý                                                  | SF                                                     | Nikolaj Davyděnko (2)                                  | 6-1, 7-5, 6-4                                          |
| 586.                                                   | 7.                                                     | US Open                                                | Spojené státy                                          | 8/28                                                   | GS                                                     | venku                                                  | tvrdý                                                  | finále                                                 | Andy Roddick                                           | 6-2, 4-6, 7-5, 6-1                                     |
| 587.                                                   | 8.                                                     | SUI v. SCG, DC Svět                                    | Švýcarsko                                              | 9/22                                                   | DC                                                     | hala                                                   | tvrdý                                                  | baráž                                                  | Janko Tipsarević                                       | 6-3, 6-2, 6-2                                          |
| 588.                                                   | 9.                                                     | SUI v. SCG, DC Svět                                    | Švýcarsko                                              | 9/22                                                   | DC                                                     | hala                                                   | tvrdý                                                  | baráž                                                  | Novak Djoković (2)                                     | 6-3, 6-2, 6-3                                          |
| —                                                      |                                                        | Tokio                                                  | Japonsko                                               | 10/2                                                   | 500                                                    | venku                                                  | tvrdý                                                  | 64 v kole                                              | volný los                                              |                                                        |
| 589.                                                   | 10.                                                    | Tokio                                                  | Japonsko                                               | 10/2                                                   | 500                                                    | venku                                                  | tvrdý                                                  | 32 v kole                                              | Viktor Troicki                                         | 7-6(2), 7-6(3)                                         |
| 590.                                                   | 11.                                                    | Tokio                                                  | Japonsko                                               | 10/2                                                   | 500                                                    | venku                                                  | tvrdý                                                  | 16 v kole                                              | Wesley Moodie                                          | 6-2, 6-1                                               |
| 591.                                                   | 12.                                                    | Tokio                                                  | Japonsko                                               | 10/2                                                   | 500                                                    | venku                                                  | tvrdý                                                  | QF                                                     | Takao Suzuki                                           | 4-6, 7-5, 7-6(3)                                       |
| 592.                                                   | 13.                                                    | Tokio                                                  | Japonsko                                               | 10/2                                                   | 500                                                    | venku                                                  | tvrdý                                                  | SF                                                     | Benjamin Becker                                        | 6-3, 6-4                                               |
| 593.                                                   | 14.                                                    | Tokio                                                  | Japonsko                                               | 10/2                                                   | 500                                                    | venku                                                  | tvrdý                                                  | finále                                                 | Tim Henman (3)                                         | 6-3, 6-3                                               |
| —                                                      |                                                        | Madrid Master                                          | Španělsko                                              | 10/16                                                  | 1000                                                   | hala                                                   | tvrdý                                                  | 64 v kole                                              | volný los                                              |                                                        |
| 594.                                                   | 15.                                                    | Madrid Masters                                         | Španělsko                                              | 10/16                                                  | 1000                                                   | hala                                                   | tvrdý                                                  | 32 v kole                                              | Nicolás Massú (3)                                      | 6-3, 6-2                                               |
| 595.                                                   | 16.                                                    | Madrid Masters                                         | Španělsko                                              | 10/16                                                  | 1000                                                   | hala                                                   | tvrdý                                                  | 16 v kole                                              | Robin Söderling                                        | 7-6(5), 7-6(8)                                         |
| 596.                                                   | 17.                                                    | Madrid Masters                                         | Španělsko                                              | 10/16                                                  | 1000                                                   | hala                                                   | tvrdý                                                  | QF                                                     | Robby Ginepri                                          | 6-3, 7-6(4)                                            |
| 597.                                                   | 18.                                                    | Madrid Masters                                         | Španělsko                                              | 10/16                                                  | 1000                                                   | hala                                                   | tvrdý                                                  | SF                                                     | David Nalbandian (3)                                   | 6-4, 6-0                                               |
| 598.                                                   | 19.                                                    | Madrid Masters                                         | Španělsko                                              | 10/16                                                  | 1000                                                   | hala                                                   | tvrdý                                                  | finále                                                 | Fernando González (3)                                  | 7-5, 6-1, 6-0                                          |
| 599.                                                   | 20.                                                    | Basilej                                                | Švýcarsko                                              | 10/23                                                  | 250                                                    | hala                                                   | koberec                                                | 32 v kole                                              | Tomáš Zíb                                              | 6-1, 6-2                                               |
| 600.                                                   | 21.                                                    | Basilej                                                | Švýcarsko                                              | 10/23                                                  | 250                                                    | hala                                                   | koberec                                                | 16 v kole                                              | Guillermo García López                                 | 6-2, 6-0                                               |
| 601.                                                   | 22.                                                    | Basilej                                                | Švýcarsko                                              | 10/23                                                  | 250                                                    | hala                                                   | koberec                                                | QF                                                     | David Ferrer (3)                                       | 6-3, 7-6(14)                                           |
| 602.                                                   | 23.                                                    | Basilej                                                | Švýcarsko                                              | 10/23                                                  | 250                                                    | hala                                                   | koberec                                                | SF                                                     | Paradorn Srichaphan (3)                                | 6-4, 3-6, 7-6(5)                                       |
| 603.                                                   | 24.                                                    | Basilej                                                | Švýcarsko                                              | 10/23                                                  | 250                                                    | hala                                                   | koberec                                                | finále                                                 | Fernando González (4)                                  | 6-3, 6-2, 7-6(3)                                       |
| 604.                                                   | 25.                                                    | Tennis Masters Cup 2006                                | ČLR                                                    | 11/13                                                  | WC                                                     | hala                                                   | tvrdý                                                  | zs                                                     | David Nalbandian (3)                                   | 3-6, 6-1, 6-1                                          |
| 605.                                                   | 26.                                                    | Tennis Masters Cup                                     | ČLR                                                    | 11/13                                                  | WC                                                     | hala                                                   | tvrdý                                                  | zs                                                     | Andy Roddick (2)                                       | 4-6, 7-6(8), 6-4                                       |
| 606.                                                   | 27.                                                    | Tennis Masters Cup                                     | ČLR                                                    | 11/13                                                  | WC                                                     | hala                                                   | tvrdý                                                  | zs                                                     | Ivan Ljubičić (3)                                      | 7-6(2), 6-4                                            |
| 607.                                                   | 28.                                                    | Tennis Masters Cup                                     | ČLR                                                    | 11/13                                                  | WC                                                     | hala                                                   | tvrdý                                                  | SF                                                     | Rafael Nadal (2)                                       | 6-4, 7-5                                               |
| 608.                                                   | 29.                                                    | Tennis Masters Cup                                     | ČLR                                                    | 11/13                                                  | WC                                                     | hala                                                   | tvrdý                                                  | finále                                                 | James Blake (4)                                        | 6-0,6-3, 6-4                                           |
| 609.                                                   | 30.                                                    | Australian Open 2007                                   | Austrálie                                              | 1/15                                                   | GS                                                     | venku                                                  | tvrdý                                                  | 128 v kole                                             | Björn Phau                                             | 7-5, 6-0, 6-4                                          |
| 610.                                                   | 31.                                                    | Australian Open                                        | Austrálie                                              | 1/15                                                   | GS                                                     | venku                                                  | tvrdý                                                  | 64 v kole                                              | Jonas Björkman                                         | 6-2, 6-3, 6-2                                          |
| 611.                                                   | 32.                                                    | Australian Open                                        | Austrálie                                              | 1/15                                                   | GS                                                     | venku                                                  | tvrdý                                                  | 32 v kole                                              | Michail Južnyj                                         | 6-3, 6-3, 7-6(5)                                       |
| 612.                                                   | 33.                                                    | Australian Open                                        | Austrálie                                              | 1/15                                                   | GS                                                     | venku                                                  | tvrdý                                                  | 16 v kole                                              | Novak Djoković                                         | 6-2, 7-5, 6-3                                          |
| 613.                                                   | 34.                                                    | Australian Open                                        | Austrálie                                              | 1/15                                                   | GS                                                     | venku                                                  | tvrdý                                                  | QF                                                     | Tommy Robredo                                          | 6-3, 7-6(2), 7-5                                       |
| 614.                                                   | 35.                                                    | Australian Open                                        | Austrálie                                              | 1/15                                                   | GS                                                     | venku                                                  | tvrdý                                                  | SF                                                     | Andy Roddick                                           | 6-4, 6-0, 6-2                                          |
| 615.                                                   | 36.                                                    | Australian Open                                        | Austrálie                                              | 1/15                                                   | GS                                                     | venku                                                  | tvrdý                                                  | finále                                                 | Fernando González                                      | 7-6(2), 6-4, 6-4                                       |
| 616.                                                   | 37.                                                    | Dubaj                                                  | SAE                                                    | 2/26                                                   | 500                                                    | venku                                                  | tvrdý                                                  | 32 v kole                                              | Kristian Pless                                         | 7-6(2), 3-6, 6-3                                       |
| 617.                                                   | 38.                                                    | Dubaj                                                  | SAE                                                    | 2/26                                                   | 500                                                    | venku                                                  | tvrdý                                                  | 16 v kole                                              | Daniele Bracciali                                      | 7-5, 6-3                                               |
| 618.                                                   | 39.                                                    | Dubaj                                                  | SAE                                                    | 2/26                                                   | 500                                                    | venku                                                  | tvrdý                                                  | QF                                                     | Novak Djoković                                         | 6-3, 6-7(6), 6-3                                       |
| 619.                                                   | 40.                                                    | Dubaj                                                  | SAE                                                    | 2/26                                                   | 500                                                    | venku                                                  | tvrdý                                                  | SF                                                     | Tommy Haas                                             | 6-4, 7-5                                               |
| 620.                                                   | 41.                                                    | Dubaj                                                  | SAE                                                    | 2/26                                                   | 500                                                    | venku                                                  | tvrdý                                                  | finále                                                 | Michail Južnyj                                         | 6-4, 6-3                                               |
| –                                                      |                                                        | Indian Wells Masters 2007                              | Spojené státy                                          | 3/5                                                    | 1000                                                   | venku                                                  | tvrdý                                                  | 128 v kole                                             | volný los                                              |                                                        |
| 621.                                                   | prohra                                                 | Indian Wells Masters                                   | Spojené státy                                          | 3/5                                                    | 1000                                                   | venku                                                  | tvrdý                                                  | 64 v kole                                              | Guillermo Cañas                                        | 5-7, 2-6                                               |

### Šestá série: 21 zápasů
| 6. série: 21 zápasu bez porážky v sezóně 2009 | 6. série: 21 zápasu bez porážky v sezóně 2009 | 6. série: 21 zápasu bez porážky v sezóně 2009 | 6. série: 21 zápasu bez porážky v sezóně 2009 | 6. série: 21 zápasu bez porážky v sezóně 2009 | 6. série: 21 zápasu bez porážky v sezóně 2009 | 6. série: 21 zápasu bez porážky v sezóně 2009 | 6. série: 21 zápasu bez porážky v sezóně 2009 | 6. série: 21 zápasu bez porážky v sezóně 2009 | 6. série: 21 zápasu bez porážky v sezóně 2009 | 6. série: 21 zápasu bez porážky v sezóně 2009 |
| --------------------------------------------- | --------------------------------------------- | --------------------------------------------- | --------------------------------------------- | --------------------------------------------- | --------------------------------------------- | --------------------------------------------- | --------------------------------------------- | --------------------------------------------- | --------------------------------------------- | --------------------------------------------- |
| utkání                                        | série                                         | turnaj                                        | stát                                          | měsíc/den                                     | kat.                                          | místo                                         | povrch                                        | fáze                                          | soupeř                                        | výsledek                                      |
| 793.                                          | prohra                                        | Rome Masters 2009                             | Itálie                                        | 4/27                                          | 1000                                          | venku                                         | antuka                                        | SF                                            | Novak Djoković                                | 6–4, 3–6, 3–6                                 |
| —                                             |                                               | Madrid Masters 2009                           | Španělsko                                     | 5/10                                          | 1000                                          | venku                                         | antuka                                        | 64 v kole                                     | volný los                                     |                                               |
| 794.                                          | 1.                                            | Madrid Masters                                | Španělsko                                     | 5/10                                          | 1000                                          | venku                                         | antuka                                        | 32 v kole                                     | Robin Söderling                               | 6–1, 7–5                                      |
| 795.                                          | 2.                                            | Madrid Masters                                | Španělsko                                     | 5/10                                          | 1000                                          | venku                                         | antuka                                        | 16 v kole                                     | James Blake                                   | 6–2, 6–4                                      |
| 796.                                          | 3.                                            | Madrid Masters                                | Španělsko                                     | 5/10                                          | 1000                                          | venku                                         | antuka                                        | QF                                            | Andy Roddick                                  | 7–5, 6–7(5–7), 6–1                            |
| 797.                                          | 4.                                            | Madrid Masters                                | Španělsko                                     | 5/10                                          | 1000                                          | venku                                         | antuka                                        | SF                                            | Juan Martín del Potro                         | 6–3, 6–4                                      |
| 798.                                          | 5.                                            | Madrid Masters                                | Španělsko                                     | 5/10                                          | 1000                                          | venku                                         | antuka                                        | finále                                        | Rafael Nadal                                  | 6–4, 6–4                                      |
| 799.                                          | 6.                                            | Roland Garros                                 | Francie                                       | 5/25                                          | GS                                            | venku                                         | antuka                                        | 128 v kole                                    | Alberto Martín                                | 6–4, 6–3, 6–2                                 |
| 800.                                          | 7.                                            | Roland Garros                                 | Francie                                       | 5/25                                          | GS                                            | venku                                         | antuka                                        | 64 v kole                                     | José Acasuso                                  | 7–6(10–8), 5–7, 7–6(7–2), 6–2                 |
| 801.                                          | 8.                                            | Roland Garros                                 | Francie                                       | 5/25                                          | GS                                            | venku                                         | antuka                                        | 32 v kole                                     | Paul-Henri Mathieu                            | 4–6, 6–1, 6–4, 6–4                            |
| 802.                                          | 9.                                            | Roland Garros                                 | Francie                                       | 5/25                                          | GS                                            | venku                                         | antuka                                        | 16 v kole                                     | Tommy Haas                                    | 6–7(4–7), 5–7, 6–4, 6–0, 6–2                  |
| 803.                                          | 10.                                           | Roland Garros                                 | Francie                                       | 5/25                                          | GS                                            | venku                                         | antuka                                        | QF                                            | Gaël Monfils                                  | 7–6(8–6), 6–2, 6–4                            |
| 804.                                          | 11.                                           | Roland Garros                                 | Francie                                       | 5/25                                          | GS                                            | venku                                         | antuka                                        | SF                                            | Juan Martín del Potro                         | 3–6, 7–6(7–2), 2–6, 6–1, 6–4                  |
| 805.                                          | 12.                                           | Roland Garros                                 | Francie                                       | 5/25                                          | GS                                            | venku                                         | antuka                                        | finále                                        | Robin Söderling                               | 6–1, 7–6(7–1), 6–4                            |
| 806.                                          | 13.                                           | Wimbledon                                     | V. Británie                                   | 6/22                                          | GS                                            | venku                                         | tráva                                         | 128 v kole                                    | Jan-sun Lu                                    | 7–5, 6–3, 6–2                                 |
| 807.                                          | 14.                                           | Wimbledon                                     | V. Británie                                   | 6/22                                          | GS                                            | venku                                         | tráva                                         | 64 v kole                                     | Guillermo García López                        | 6–2, 6–2, 6–4                                 |
| 808.                                          | 15.                                           | Wimbledon                                     | V. Británie                                   | 6/22                                          | GS                                            | venku                                         | tráva                                         | 32 v kole                                     | Philipp Kohlschreiber                         | 6–3, 6–2, 6–7(5–7), 6–1                       |
| 809.                                          | 16.                                           | Wimbledon                                     | V. Británie                                   | 6/22                                          | GS                                            | venku                                         | tráva                                         | 16 v kole                                     | Robin Söderling                               | 6–4, 7–6(7–5), 7–6(7–5)                       |
| 810.                                          | 17.                                           | Wimbledon                                     | V. Británie                                   | 6/22                                          | GS                                            | venku                                         | tráva                                         | QF                                            | Ivo Karlović                                  | 6–3, 7–5, 7–6(7–3)                            |
| 811.                                          | 18.                                           | Wimbledon                                     | V. Británie                                   | 6/22                                          | GS                                            | venku                                         | tráva                                         | SF                                            | Tommy Haas                                    | 7–6(7–3), 7–5, 6–3                            |
| 812.                                          | 19.                                           | Wimbledon                                     | V. Británie                                   | 6/22                                          | GS                                            | venku                                         | tráva                                         | finále                                        | Andy Roddick                                  | 5–7, 7–6(8–6), 7–6(7–5), 3–6, 16–14           |
| —                                             |                                               | Canada Masters 2009                           | Kanada                                        | 8/10                                          | 1000                                          | venku                                         | tvrdý                                         | 64 v kole                                     | volný los                                     |                                               |
| 813.                                          | 20.                                           | Canada Masters                                | Kanada                                        | 8/10                                          | 1000                                          | venku                                         | tvrdý                                         | 32 v kole                                     | Frédéric Niemeyer                             | 7–6(7–3), 6–4                                 |
| 814.                                          | 21.                                           | Canada Masters                                | Kanada                                        | 8/10                                          | 1000                                          | venku                                         | tvrdý                                         | 16 v kole                                     | Stanislas Wawrinka                            | 6–3, 7–6(7–5)                                 |
| 815.                                          | prohra                                        | Canada Masters                                | Kanada                                        | 8/10                                          | 1000                                          | venku                                         | tvrdý                                         | QF                                            | Jo-Wilfried Tsonga                            | 6–7(5–7), 6–1, 6–7(3–7)                       |

### Sedmá série: 24 zápasů
| 7. série: 24 zápasu bez porážky v sezónách 2011 a 2012                                                | 7. série: 24 zápasu bez porážky v sezónách 2011 a 2012 | 7. série: 24 zápasu bez porážky v sezónách 2011 a 2012 | 7. série: 24 zápasu bez porážky v sezónách 2011 a 2012 | 7. série: 24 zápasu bez porážky v sezónách 2011 a 2012 | 7. série: 24 zápasu bez porážky v sezónách 2011 a 2012 |
| --- | ------------------------------------------------------ | ------------------------------------------------------ | ------------------------------------------------------ | ------------------------------------------------------ | ------------------------------------------------------ |
| Turnaj                                                                                                | utkání                                                 | série                                                  | fáze                                                   | soupeř / žebříček ATP                                  | výsledek                                               |
| US Open                                                                                               | 976.                                                   | prohra                                                 | SF                                                     | Novak Djoković / 1.                                    | 7–6(9–7), 6–4, 3–6, 2–6, 5–7                           |
| baráž Světové skupiny Austrálie vs. Švýcarsko Sydney, Austrálie Davis Cup, tráva, venku 16. září 2011 | 977.                                                   | 1.                                                     | baráž                                                  | Lleyton Hewitt / 199.                                  | 5–7, 7–6(7–5), 6–2, 6–3                                |
| baráž Světové skupiny Austrálie vs. Švýcarsko Sydney, Austrálie Davis Cup, tráva, venku 16. září 2011 | 978.                                                   | 2.                                                     | baráž                                                  | Bernard Tomic / 59.                                    | 6–2, 7–5, 3–6, 6–3                                     |
| Swiss Indoors Basel Basilej, Švýcarsko ATP 500 Series tvrdý, hala 30. října 2011                      | 979.                                                   | 3.                                                     | 1. kolo                                                | Potito Starace / 54.                                   | 7–6(7–3), 6–4                                          |
| Swiss Indoors Basel Basilej, Švýcarsko ATP 500 Series tvrdý, hala 30. října 2011                      | 980.                                                   | 4.                                                     | 2. kolo                                                | Jarkko Nieminen / 66.                                  | 6–1, 4–6, 6–3                                          |
| Swiss Indoors Basel Basilej, Švýcarsko ATP 500 Series tvrdý, hala 30. října 2011                      | 981.                                                   | 5.                                                     | QF                                                     | Andy Roddick / 15.                                     | 6–3, 6–2                                               |
| Swiss Indoors Basel Basilej, Švýcarsko ATP 500 Series tvrdý, hala 30. října 2011                      | 982.                                                   | 6.                                                     | SF                                                     | Stanislas Wawrinka / 19.                               | 7–6(7–5), 6–2                                          |
| Swiss Indoors Basel Basilej, Švýcarsko ATP 500 Series tvrdý, hala 30. října 2011                      | 983.                                                   | 7.                                                     | finále                                                 | Kei Nišikori / 32.                                     | 6–1, 6–3                                               |
| BNP Paribas Masters Paříž, Francie ATP 1000 Series tvrdý, hala 7. listopadu 2011                      | –                                                      |                                                        | 1. kolo                                                | volný los                                              |                                                        |
| BNP Paribas Masters Paříž, Francie ATP 1000 Series tvrdý, hala 7. listopadu 2011                      | 984.                                                   | 8.                                                     | 2. kolo                                                | Adrian Mannarino / 85.                                 | 6–2, 6–3                                               |
| BNP Paribas Masters Paříž, Francie ATP 1000 Series tvrdý, hala 7. listopadu 2011                      | 985.                                                   | 9.                                                     | 3. kolo                                                | Richard Gasquet / 16.                                  | 6–2, 6–4                                               |
| BNP Paribas Masters Paříž, Francie ATP 1000 Series tvrdý, hala 7. listopadu 2011                      | 986.                                                   | 10.                                                    | QF                                                     | Juan Mónaco / 34.                                      | 6–3, 7–5                                               |
| BNP Paribas Masters Paříž, Francie ATP 1000 Series tvrdý, hala 7. listopadu 2011                      | 987.                                                   | 11.                                                    | SF                                                     | Tomáš Berdych / 7.                                     | 6–4, 6–3                                               |
| BNP Paribas Masters Paříž, Francie ATP 1000 Series tvrdý, hala 7. listopadu 2011                      | 988.                                                   | 12.                                                    | finále                                                 | Jo-Wilfried Tsonga / 8.                                | 6–1, 7–6(7–3)                                          |
| ATP World Tour Finals Londýn, Spojené království Závěrečný turnaj sezóny tvrdý, hala 20. listopadu    | 989.                                                   | 13.                                                    | zs                                                     | Jo-Wilfried Tsonga / 6.                                | 6–2, 2–6, 6–4                                          |
| ATP World Tour Finals Londýn, Spojené království Závěrečný turnaj sezóny tvrdý, hala 20. listopadu    | 990.                                                   | 14.                                                    | zs                                                     | Rafael Nadal / 2.                                      | 6–3, 6–0                                               |
| ATP World Tour Finals Londýn, Spojené království Závěrečný turnaj sezóny tvrdý, hala 20. listopadu    | 991.                                                   | 15.                                                    | zs                                                     | Mardy Fish / 8.                                        | 6–1, 3–6, 6–3                                          |
| ATP World Tour Finals Londýn, Spojené království Závěrečný turnaj sezóny tvrdý, hala 20. listopadu    | 992.                                                   | 16.                                                    | SF                                                     | David Ferrer / 5.                                      | 7–5, 6–3                                               |
| ATP World Tour Finals Londýn, Spojené království Závěrečný turnaj sezóny tvrdý, hala 20. listopadu    | 993.                                                   | 17.                                                    | finále                                                 | Jo-Wilfried Tsonga / 6.                                | 6–3, 6–7(6–8), 6–3                                     |
| Qatar Open Dauhá, Katar ATP 250 Series tvrdý, venku 2. – 7. ledna 2012                                | 994.                                                   | 18.                                                    | 1. kolo                                                | Nikolaj Davyděnko / 41.                                | 6–2, 6–2                                               |
| Qatar Open Dauhá, Katar ATP 250 Series tvrdý, venku 2. – 7. ledna 2012                                | 995.                                                   | 19.                                                    | 2. kolo                                                | Grega Žemlja / 116.                                    | 6–2, 6–3                                               |
| Qatar Open Dauhá, Katar ATP 250 Series tvrdý, venku 2. – 7. ledna 2012                                | 996.                                                   | 20.                                                    | QF                                                     | Andreas Seppi / 38.                                    | 6–3, 5–7, 6–4                                          |
| Qatar Open Dauhá, Katar ATP 250 Series tvrdý, venku 2. – 7. ledna 2012                                | –                                                      |                                                        | SF                                                     | Jo-Wilfried Tsonga / 6.                                | odstoupil                                              |
| Australian Open Melbourne, Austrálie Grand Slam tvrdý, venku 16. – 29. ledna 2012                     | 997.                                                   | 21.                                                    | 1. kolo                                                | Alexandr Kudrjavcev / 172.                             | 7–5, 6–2, 6–2                                          |
| Australian Open Melbourne, Austrálie Grand Slam tvrdý, venku 16. – 29. ledna 2012                     | –                                                      |                                                        | 2. kolo                                                | Andreas Beck / 93.                                     | bez boje                                               |
| Australian Open Melbourne, Austrálie Grand Slam tvrdý, venku 16. – 29. ledna 2012                     | 998.                                                   | 22.                                                    | 3. kolo                                                | Ivo Karlović / 57.                                     | 7–6(8–6), 7–5, 6–3                                     |
| Australian Open Melbourne, Austrálie Grand Slam tvrdý, venku 16. – 29. ledna 2012                     | 999.                                                   | 23.                                                    | 4. kolo                                                | Bernard Tomic / 38.                                    | 6–4, 6–2, 6–2                                          |
| Australian Open Melbourne, Austrálie Grand Slam tvrdý, venku 16. – 29. ledna 2012                     | 1000.                                                  | 24.                                                    | QF                                                     | Juan Martín del Potro / 11.                            | 6–4, 6–3, 6–2                                          |
| Australian Open Melbourne, Austrálie Grand Slam tvrdý, venku 16. – 29. ledna 2012                     | 1001.                                                  | prohra                                                 | SF                                                     | Rafael Nadal / 2.                                      | 7–6(7–5), 2–6, 6–7(5–7), 4–6                           |